# McLaren
McLaren Formula 1 Team este o echipă britanică de Formula 1 care activează în campionatul mondial de profil din 1966, la trei ani după ce a fost înființată de către Bruce McLaren.
McLaren este una dintre cele mai de succes echipe de Formula 1, câștigând până în prezent nouă titluri mondiale în campionatul constructorilor și douăsprezece în cel al piloților. Ea se situează pe locul secund în topurile participărilor, victoriilor și pole position-urilor din Formula 1, în fiecare fiind depășită doar de Scuderia Ferrari.
Ron Dennis, cel care a fost la conducerea echipei timp de 28 de ani, s-a retras în 2009, Martin Whitmarsh luându-i locul. Totuși, la sfârșitul lui 2013, după sezonul cel mai slab al echipei din 2004 încoace, Whitmarsh a fost dat afară. McLaren a anunțat în 2013 că vor folosi motoare Honda începând cu 2015, înlocuind Mercedes. Echipa a concurat drept McLaren-Honda pentru prima dată din 1992 la Marele Premiu al Australiei din 2015. În martie 2020, McLaren a anunțat că vor reveni la motoarele Mercedes pentru 2021, concurând cu acesta cel puțin până în 2024.

## Istoric

### 1963-1965: Fondarea și primii ani

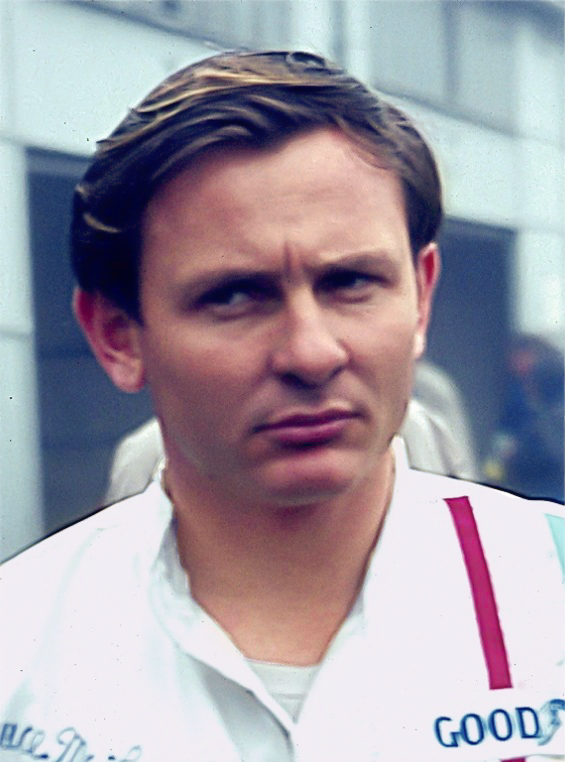
Bruce McLaren, fondatorul echipei.

Bruce McLaren Motor Racing a fost fondată în 1963 de neozeelandezul Bruce McLaren. Bruce a fost pilot de curse pentru echipa britanică de Formula 1 Cooper, cu care a câștigat trei Mari Premii și a terminat pe locul al doilea în Campionatul Mondial din 1960. Dorind să concureze în Seria Australasian Tasman, Bruce i-a informat pe angajatorii săi, dar când proprietarul echipei, Charles Cooper, a insistat să folosească motoare de 1,5 litri cu specificația Formula 1 în locul motoarelor de 2,5 litri permise de regulile Tasman, Bruce a decis să-și instaleze propria echipă care să-l aibă pe el și pe viitorul său coechipier de Formula 1, Timmy Mayer, cu mașini Cooper personalizate.
Bruce a câștigat seria din 1964, dar Mayer a fost ucis în antrenamentele pentru cursa finală de pe circuitul Longford din Tasmania. Când Bruce McLaren l-a abordat pe Teddy Mayer pentru a-l ajuta cu achiziționarea mașinii sport Zerex de la Roger Penske, Teddy Mayer și Bruce McLaren au început să discute despre un parteneriat de afaceri care a dus la cumpărarea de acțiuni de către Teddy Mayer în Bruce McLaren Motor Racing Limited (BMMR), devenind în cele din urmă cel mai mare acționar al ei. Echipa a avut sediul în Feltham în 1963–1964, iar din 1965 până în 1981 în Colnbrook, Anglia. Echipa deținea de asemenea și o licență britanică. În ciuda acestui fapt, Bruce nu a folosit niciodată verdele de curse britanic tradițional pe mașinile sale. În schimb, a folosit scheme de culori care nu se bazau pe principii naționale (de exemplu, prima sa mașină de F1, McLaren M2B, a fost vopsită în alb cu o dungă verde, pentru a reprezenta o echipă fictivă Yamura în filmul lui John Frankenheimer Grand Prix).

### 1966-1971: Intrarea în Formula 1

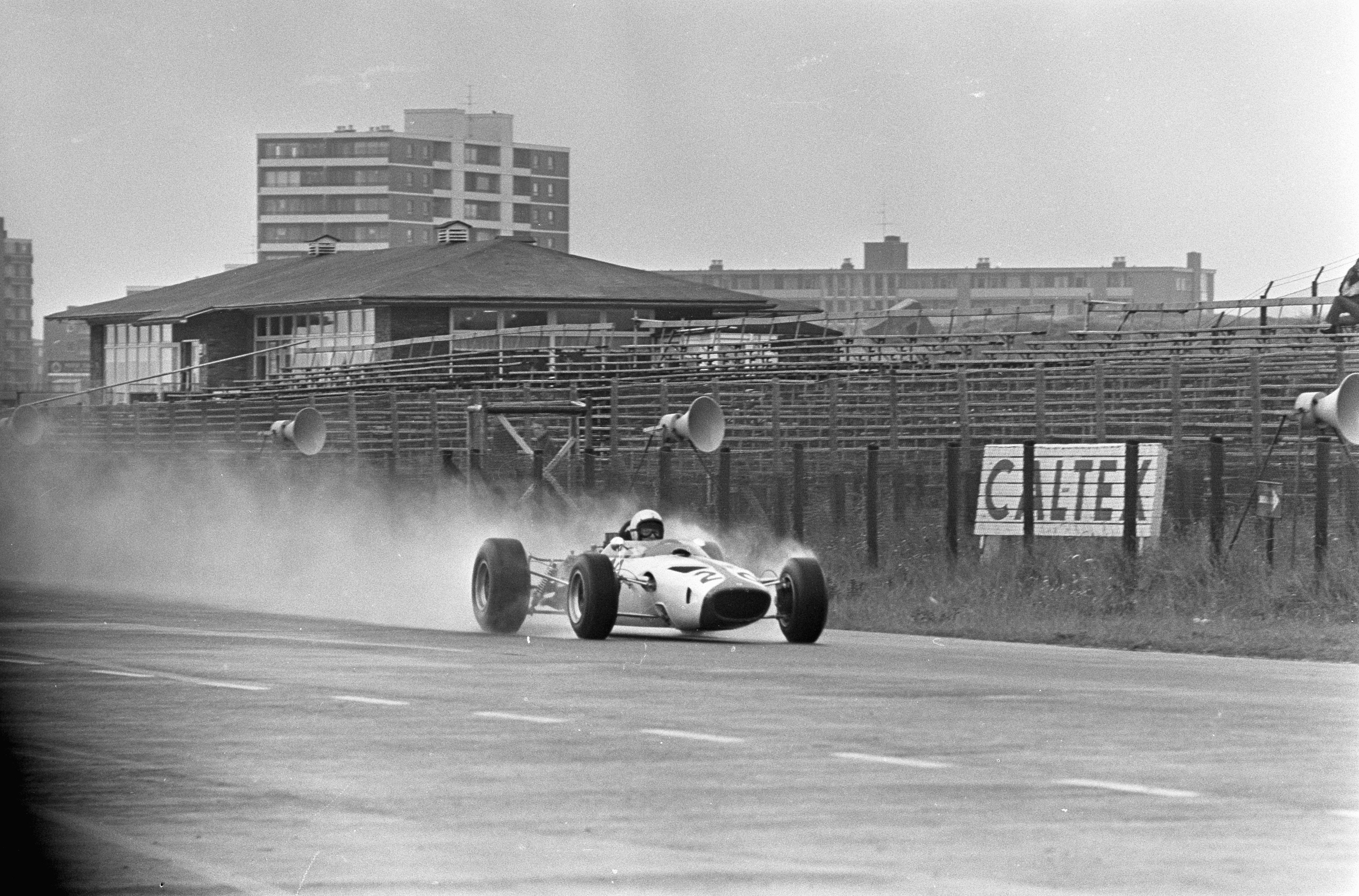
McLaren, la volanul monopostului M2B în din.

Trei ani mai târziu, noua echipă își face debutul în Campionatul Mondial de Formula 1 la Marele Premiu al Principatului Monaco din 1966. Cursa sa s-a încheiat după nouă tururi din cauza unei scurgeri de ulei. Mașina din 1966 a fost M2B proiectată de Robin Herd, dar programul a fost îngreunat de o alegere slabă de motoare: au fost folosite o versiune de 3,0 litri a motorului Ford de la Indianapolis 500 și un Serenissima V8, acesta din urmă obținând primul punct al echipei în Marea Britanie, dar ambele aveau putere redusă și erau nefiabile. Pentru 1967, Bruce a decis să folosească un motor V12 construit de British Racing Motors (BRM), dar din cauza întârzierilor, a fost forțat inițial să folosească o mașină de Formula 2 modificată, numită M4B, propulsată de un V8 BRM de 2,1 litri, construind ulterior o mașină similară dar puțin mai mare numită M5A pentru V12. Niciuna dintre mașini nu a adus mare succes, cel mai bun rezultat fiind un loc patru la Monaco. În paralel cu activitatea din F1, McLaren construia și mașini cu care a participat în campionatul Can-Am, o întrecere unde se foloseau prototipuri. Încă din primul an de prezență, McLaren a început să domine acel campionat.

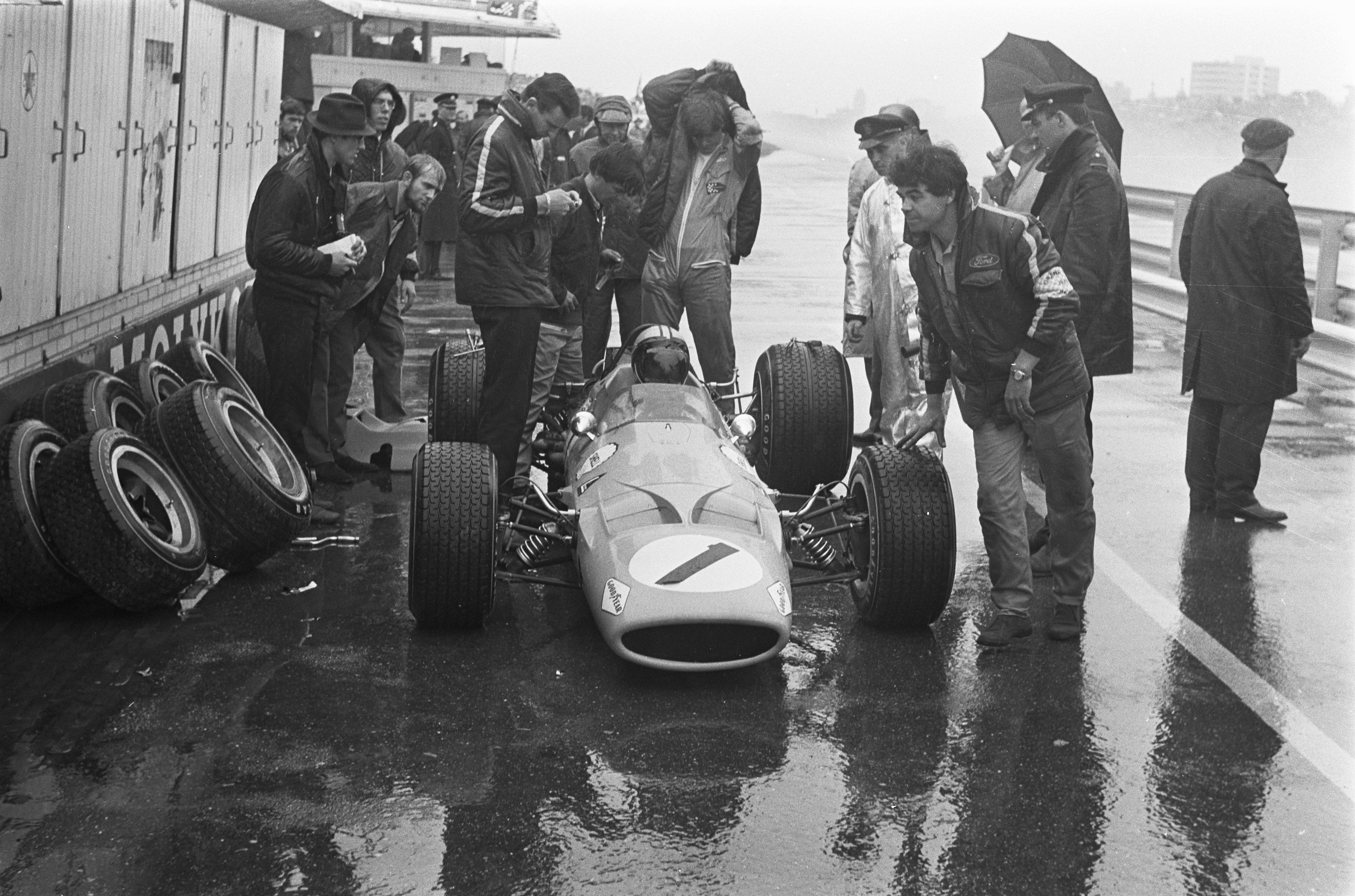
Denny Hulme la boxele echipei în din.

În 1968, Denny Hulme, campionul mondial din din 1967, se alătură lui Bruce, astfel că echipa folosea de acum două mașini în fiecare cursă. Noua mașină M7A din acel an, designul final al lui Herd pentru echipă, era propulsată de noul motor DFV al lui Cosworth, care în curând va fi omniprezent (DFV-ul urma să fie folosit de McLaren până în 1983) și, odată cu acesta, un important salt de formă a urmat. Bruce a adus echipei prima victorie în Formula 1, după ce a câștigat „Cursa Campionilor” de la Brands Hatch, fiind urmat ulterior de Hulme care câștigă și el Trofeul Internațional BRDC de la Silverstone, ambele curse fiind neincluse în campionatul mondial. La doar câteva săptămâni de la acea performanță, Bruce câștigă Marele Premiu al Belgiei, de această dată într-o cursă oficială. Până la finele anului, Hulme a mai câștigat cursele din Italia și Canada, clasându-se în final pe locul al treilea în campionatul mondial, McLaren devenind vicecampioana mondială a constructorilor. Deși sezonul 1969 a fost mai slab decât precedentul, Hulme câștigând doar o singură cursă, Marele Premiu al Mexicului, iar McLaren a terminat campionatul constructorilor pe locul patru, sezonul din Can-Am a fost la discreția lui McLaren și Hulme, cei doi câștigând toate etapele, primul devenind campion. În acel an, McLaren a experimentat cu tracțiunea integrală în M9A, dar mașina a avut doar o singură ieșire fiind condusă de Derek Bell la Marele Premiu al Marii Britanii; Bruce a descris conducerea acesteia ca fiind „a încerca să-ți scrii semnătura cu cineva care îți mișcă cotul”.

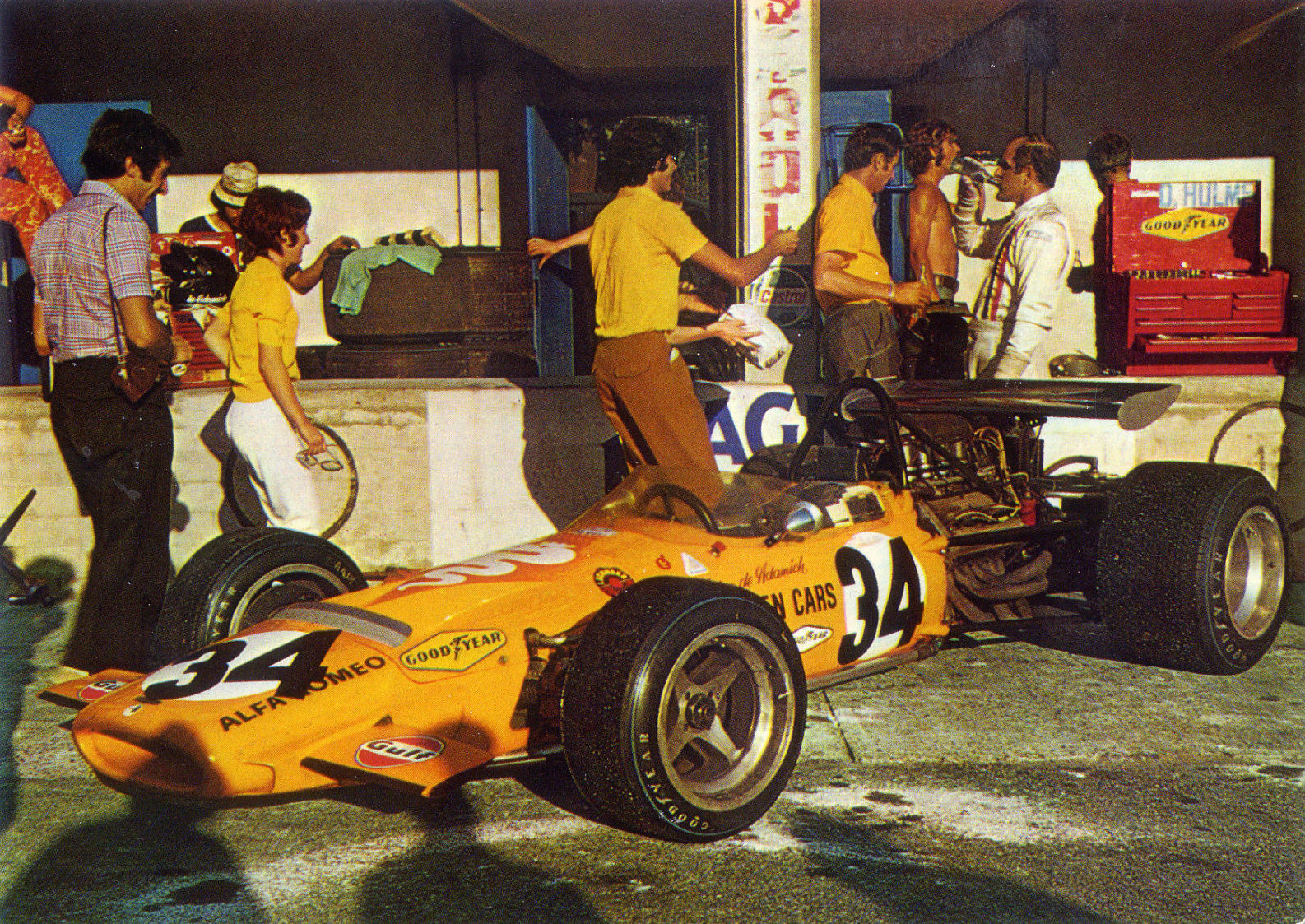
Monopostul M14D al lui Andrea de Adamich a fost singurul din istoria McLaren propulsat de un motor Alfa Romeo.

Sezonul din 1970 a început cu câte un loc doi pentru Hulme și Bruce în primele două Mari Premii, dar în iunie, Bruce a murit într-un accident la Goodwood în timp ce testa noua mașină M8D Can-Am. După moartea sa, Teddy Mayer a preluat controlul efectiv al echipei; Hulme a continuat alături de Dan Gurney și Peter Gethin. Gurney a câștigat primele două evenimente de Can-Am la Mosport și St. Jovite și s-a clasat pe locul nouă în al treilea eveniment, dar a părăsit echipa la mijlocul sezonului, iar Gethin i-a preluat. În timp ce 1971 a început promițător când Hulme a condus runda de deschidere, în Africa de Sud, înainte de a se retrage din cauza unei suspensii rupte, în cele din urmă Hulme, Gethin (care a plecat la BRM la mijlocul sezonului) și Jackie Oliver nu au reușit să înscrie vreo victorie.

### 1972-1977: Primele titluri mondiale
Sezonul 1972 a cunoscut totuși îmbunătățiri: Hulme a câștigat primul Mare Premiu al echipei după doi ani și jumătate, în Africa de Sud. Și el și Peter Revson au marcat alte zece podiumuri, echipa terminând pe locul al treilea în Campionatul Constructorilor. McLaren i-a oferit lui Jody Scheckter debutul în Formula 1 la cursa finală de la Watkins Glen. Toți piloții McLaren au folosit motoarele Ford-Cosworth, cu excepția lui Andrea de Adamich și Nanni Galli care au folosit motoare de la Alfa Romeo în 1970. De asemenea, în acel an, Johnny Rutherford a plecat din pole position la Indianapolis. McLaren M23, proiectat de Gordon Coppuck, a fost noua mașină a echipei pentru sezonul 1973. Împărțind părți din designul mașinilor M19 de F1 și M16 de Indy (însăși inspirat de Lotus 72), monopostul a fost un pilon de bază timp de patru ani. Hulme a câștigat cu el în Suedia, iar Revson a câștigat singurele victorii de Grand Prix din cariera sa, în Marea Britanie și Canada.

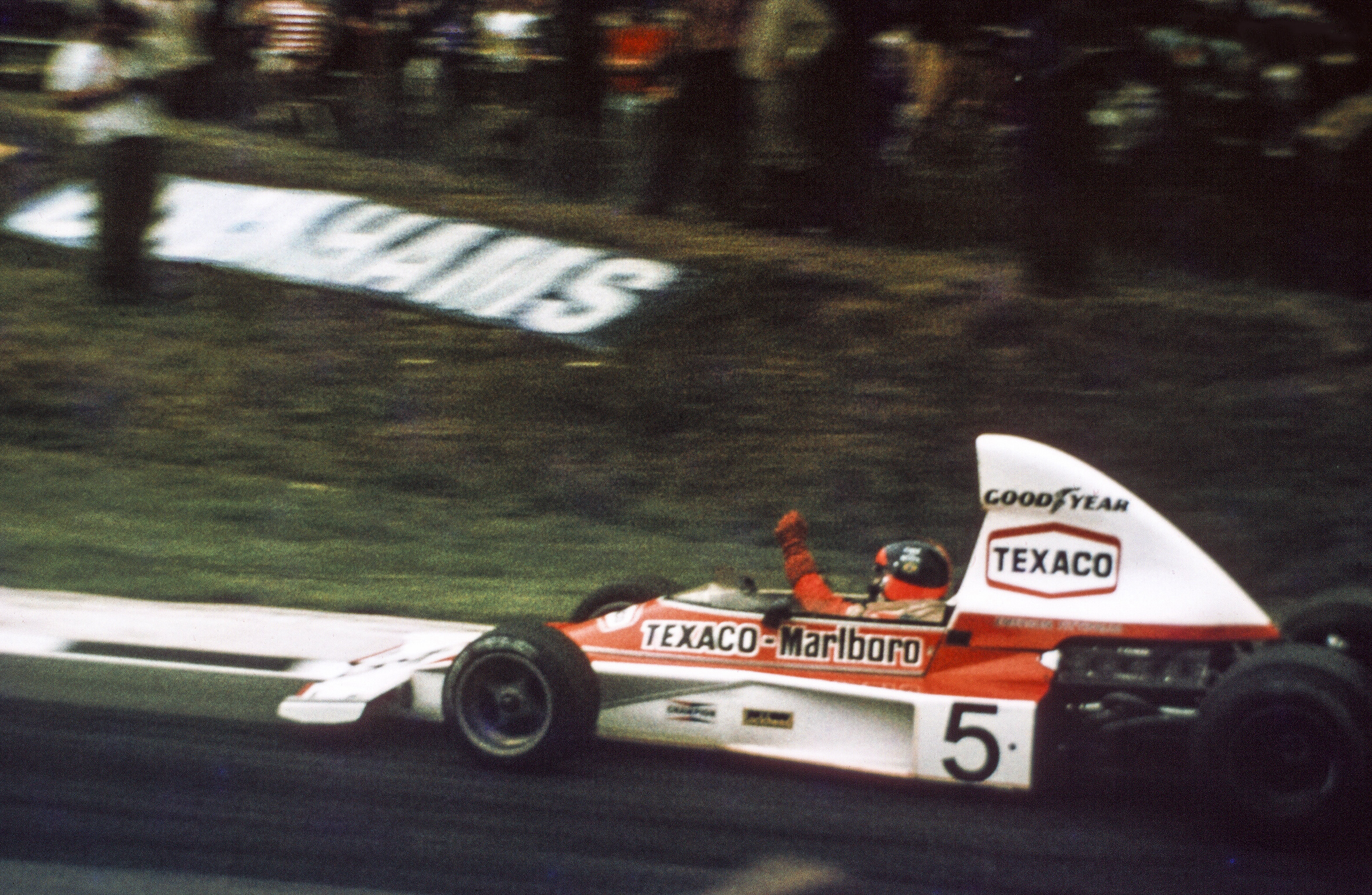
Emerson Fittipaldi sărbătorind victoria de la Brands Hatch din, sezon la finalul căruia el a devenit campion la piloți iar McLaren campioană la constructori.

În 1974, Emerson Fittipaldi, campion mondial cu Lotus cu doi ani în urmă, s-a alăturat McLaren. Hulme, în ultimul său sezon de Formula 1, a câștigat cursa de deschidere a sezonului, ARG; Fittipaldi, cu victorii în Brazilia, Belgia și Canada, a luat campionatul piloților. A fost o luptă strânsă pentru Fittipaldi, care și-a asigurat titlul cu un loc patru la Marele Premiu al Statelor Unite, care a încheiat sezonul, punându-l cu trei puncte în fața lui Clay Regazzoni de la Ferrari. Împreună cu Hulme și multiplul campion mondial de motociclete Mike Hailwood, el a adjudecat și primul campionat al constructorilor pentru McLaren. Anul 1975 a fost mai puțin reușit pentru echipă: Fittipaldi a fost al doilea în campionat, în spatele lui Niki Lauda. Înlocuitorul lui Hulme, Jochen Mass, a câștigat singura sa victorie din carieră, în Spania.

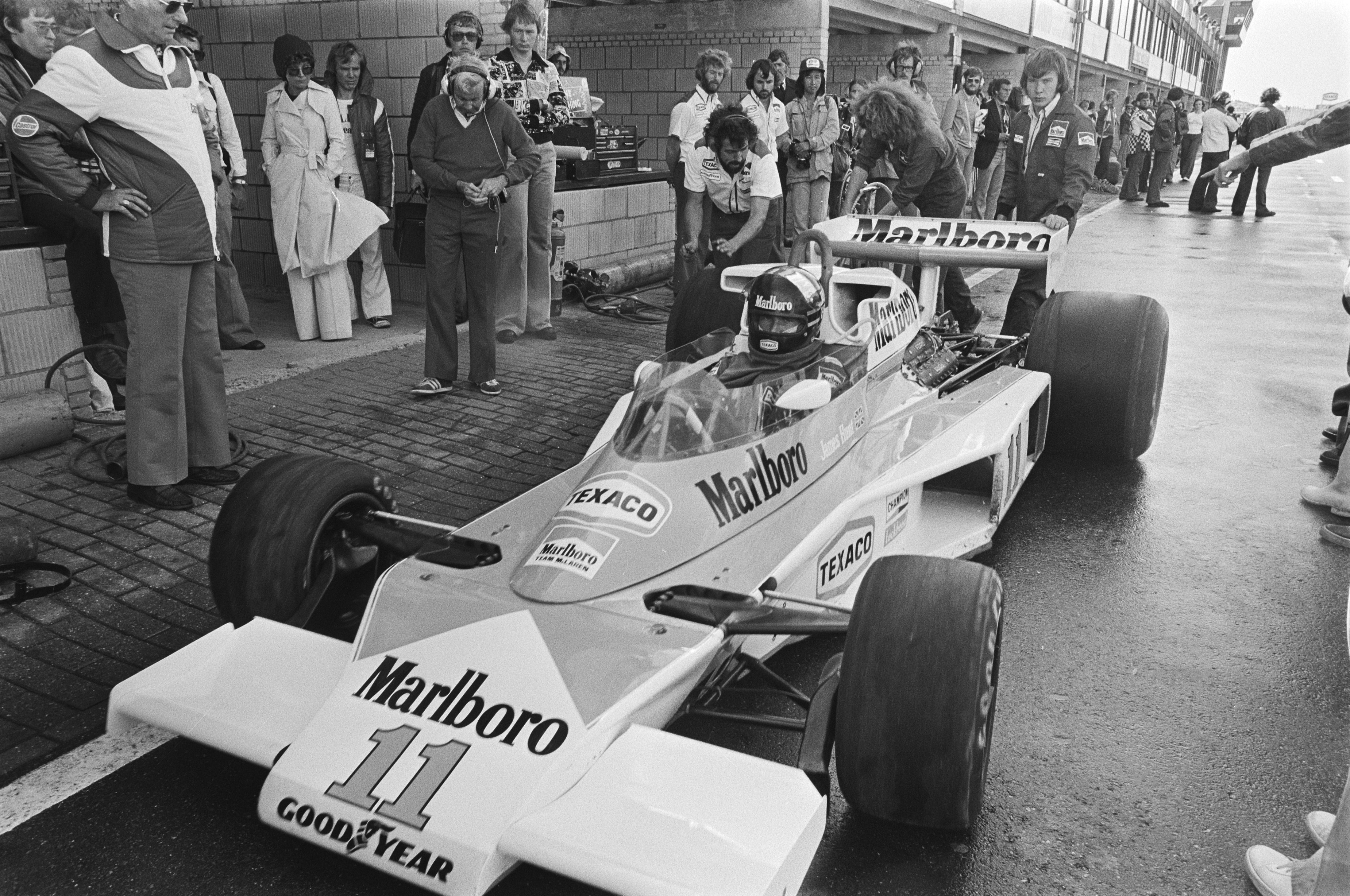
James Hunt, campionul mondial din.

La sfârșitul anului 1975, Fittipaldi a plecat pentru a se alătura echipei Fittipaldi/Copersucar a fratelui său. Cu piloții de top deja semnați de către alte echipe, Mayer a apelat la James Hunt, un pilot despre care biograful Gerald Donaldson a reflectat ca având „o reputație îndoielnică”. În 1976, Lauda, campionul en-titre, a fost din pilotul de bătut în Ferrari-ul său; la mijlocul sezonului, a condus campionatul cu 56 de puncte acumulate, în timp ce Hunt a avut doar 26, în ciuda victoriilor în Spania (o cursă din care a fost inițial descalificat) și Franța. La Marele Premiu al Germaniei, totuși, Lauda a suferit un accident devastator, în care a fost aproape ucis și a ratat următoarele două curse. Hunt a valorificat prin câștigarea a încă patru Mari Premii, oferindu-i un deficit de trei puncte până la cursa finală din Japonia. Aici a plouat torențial, Lauda s-a retras din motive de siguranță, iar Hunt și-a adjudecat campionatul la piloți terminând pe locul al treilea. McLaren, însă, a pierdut Campionatul Constructorilor în fața lui Ferrari. În 1977, monopostul M23 a fost înlocuit treptat cu M26, ultima cursă pentru M23 fiind debutul lui Gilles Villeneuve în F1 cu echipa într-o apariție unică la Marele Premiu al Marii Britanii. Hunt a câștigat de trei ori în acel an, dar combinația Lauda și Ferrari s-a dovedit a fi prea puternică, Hunt și McLaren reușind doar locul cinci și al treilea în campionatele respective.

### 1978-1983: Schimbare de management
După 1977, rezultatele au continuat să se înrăutățească. Lotus și Mario Andretti au câștigat titlurile din 1978 cu mașinile lor cu efect de sol, 78 și 79, și nici Hunt, nici înlocuitorul lui Mass, Patrick Tambay, nu au reușit să se apropie cu monopostul lor M26 fără efect de sol. Hunt a plecat la sfârșitul anului 1978, iar în locul său urma să vină Ronnie Peterson de  la Lotus, dar când acesta a fost ucis într-un accident la Marele Premiu al Italiei, John Watson a fost semnat în schimb. În 1979 nu s-a produs nicio îmbunătățire; Designul lui Coppuck, M28, a fost descris de Mayer ca fiind „îngrozitor, un dezastru” și „destul de diabolic”, iar M29 nu a făcut nimic pentru a schimba situația. Tambay nu a marcat niciun punct, iar Watson doar 15 pentru a plasa echipa pe locul opt la sfârșitul anului.
Anii 1980 au început la fel cum se încheiaseră anii 1970: Alain Prost a preluat locul de la Tambay, dar Watson și el au marcat rar puncte. Sub presiunea crescândă față de anul precedent din partea sponsorului principal, Philip Morris, și a directorului ei John Hogan, Mayer a fost constrâns să fuzioneze McLaren cu echipa lui Ron Dennis, Project Four Formula Two, sponsorizată și ea de Philip Morris. Dennis l-a avut pe designerul John Barnard care, inspirat de aripile-spate din fibră de carbon ale mașinilor de curse BMW M1 pe care le pregătea Project Four, a avut idei pentru un șasiu inovator de Formula 1 construit din fibră de carbon în loc de aliajul de aluminiu convențional. Pe cont propriu, le lipseau banii necesari pentru a-l construi, dar cu investiția care a venit odată cu fuziunea, a devenit McLaren MP4 (numit mai târziu MP4/1) din 1981, condus de Watson și Andrea de Cesaris. Cu MP4, Watson a câștigat Marele Premiu al Marii Britanii și a avut alte trei clasări pe podium. La scurt timp după fuziune, McLaren s-a mutat de la Colnbrook la o nouă bază din Woking, iar Dennis și Mayer au împărțit inițial rolul de director general al companiei; în 1982, Mayer a plecat, iar acțiunile sale și ale lui Tyler Alexander au fost cumpărate de noii proprietari.

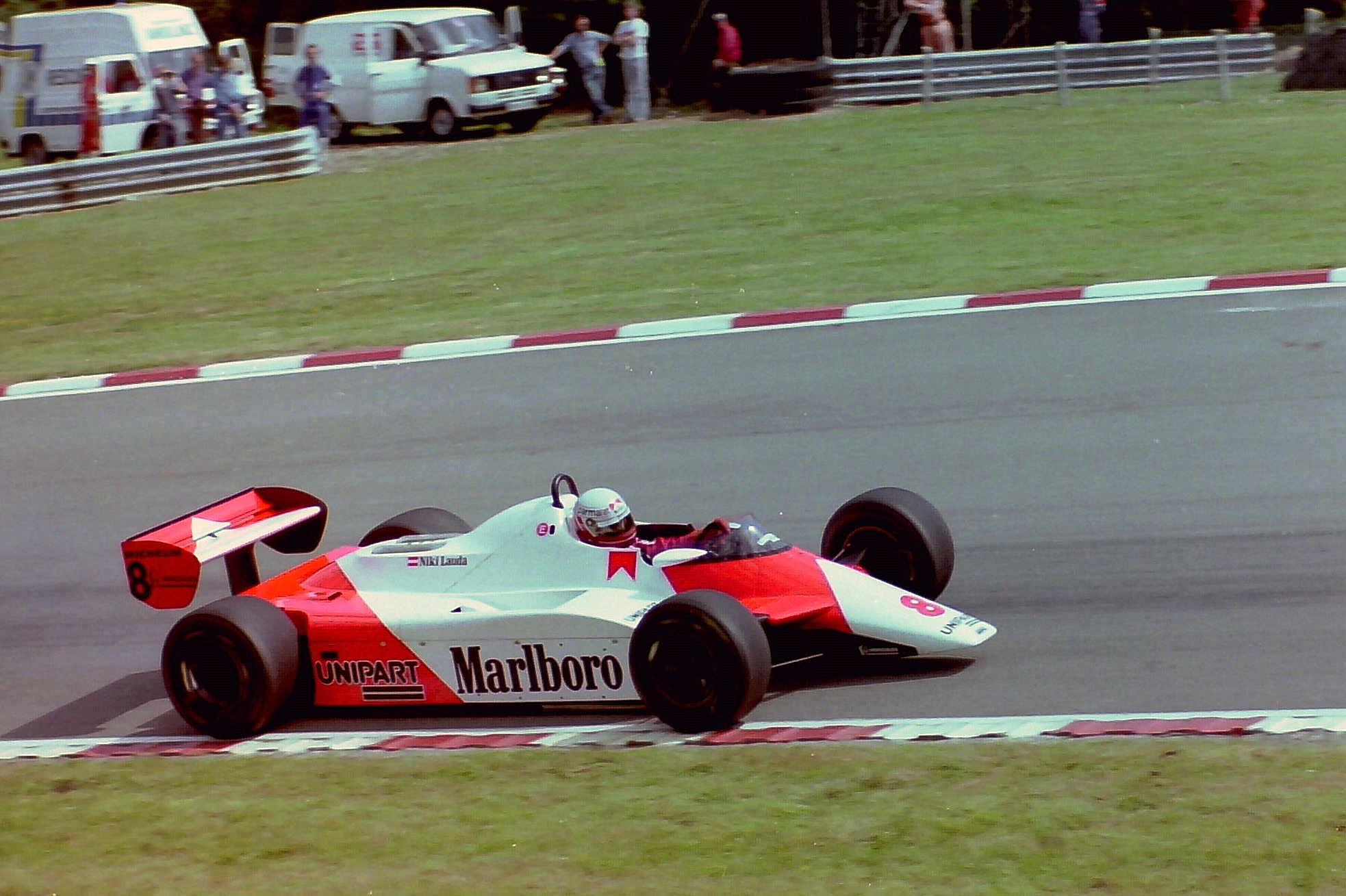
Niki Lauda, în din.

La începutul anilor 1980, echipe precum Renault, Ferrari și Brabham foloseau motoare turbo de 1,5 litri în favoarea motoarelor de 3,0 litri cu aspirație naturală care erau standard din 1966. După ce a văzut în 1982 nevoia unui motor turbo propriu, Dennis l-a convins pe susținătorul Williams, Techniques d'Avant Garde (TAG), să finanțeze motoare turbo construite de Porsche, sub marca TAG, realizate conform specificațiilor lui Barnard; Fondatorul TAG, Mansour Ojjeh, avea să devină mai târziu acționar McLaren. Între timp, au continuat cu motoarele Cosworth, în timp ce vechiul rival Lauda a ieșit din retragere în 1982 pentru a conduce alături de Watson în acel an. Ei au câștigat fiecare câte două curse. Ca parte a unei dispute cu FISA, au boicotat Marele Premiu al statului San Marino. Echipa a terminat pe locul 2 în Campionatul Constructorilor, cea mai bună clasare din 1976 încoace. Deși 1983 nu a fost la fel de fructuos, Watson a câștigat din nou în Statele Unite, de data aceasta de pe locul 22 pe grilă, la Long Beach.

### 1984-1993: Perioada de aur a echipei

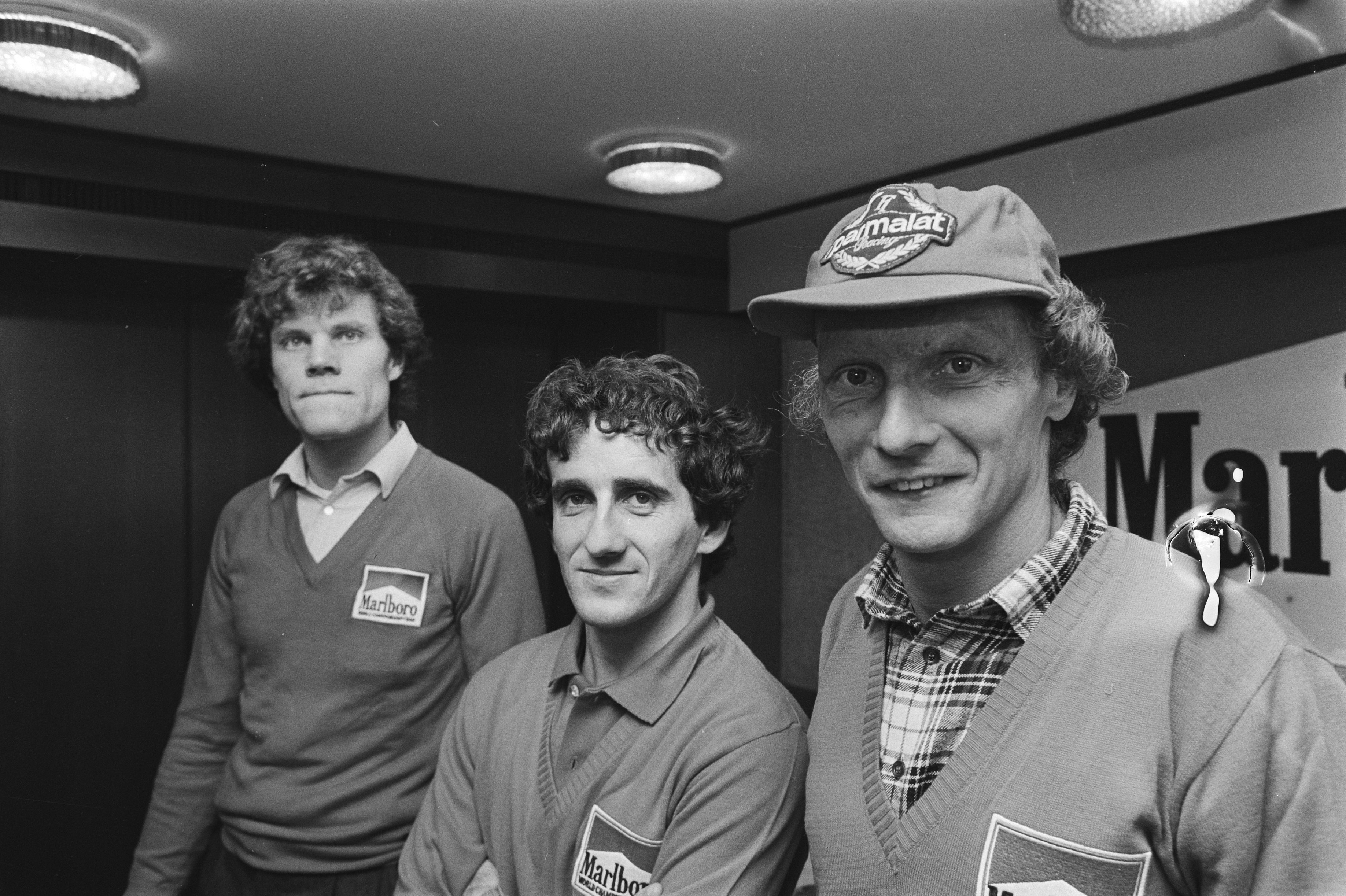
Huub Rothengatter (stânga), Alain Prost (centru) și Niki Lauda (dreapta) în.

După ce a fost concediat de Renault, Prost s-a întors la McLaren din nou pentru 1984. Acum, folosind motoarele TAG, echipa a dominat, obținând 12 victorii și de două ori și jumătate mai multe puncte în campionatul constructorilor decât cel mai apropiat rival, Ferrari. În campionatul piloților, Lauda l-a învins pe Prost cu jumătate de punct, cea mai mică marjă de până acum. McLaren-TAG-urile au fost din nou puternice în 1985; echipa a cuceriat al treilea Campionat al Constructorilor, în timp ce de data aceasta Prost a câștigat Campionatul la Piloților. În 1986, echipa Williams a renăscut cu motorul Honda și piloții Nigel Mansell și Nelson Piquet, în timp ce la McLaren, înlocuitorul lui Lauda, campionul din 1982, Keke Rosberg, nu a putut să se adapteze cu mașina. Williams a câștigat Campionatul Constructorilor, dar pentru Prost, cu victoriile din San Marino, Monaco și Austria, combinate cu faptul că piloții Williams își luau puncte unul de la celălalt, a însemnat că și-a păstrat șansa de a intra în ultima cursă, Marele Premiu al Australiei de la Adelaide, cu a doua șansă la titlul mondial. Acolo, o pană pentru Mansell și o oprire de precauție pentru Piquet i-au dat lui Prost victoria în cursă și al doilea titlu, făcându-l primul pilot care a câștigat campionate consecutive de la Jack Brabham în 1959 și 1960. În 1987, Barnard a plecat la Ferrari pentru a fi înlocuit de Steve Nichols (care s-a alăturat și el însuși Ferrari în 1989). În mâinile lui Prost și Stefan Johansson, totuși, monopostul MP4/3 al lui Nichols și motorul TAG nu s-au putut apropia de Williams-Honda.

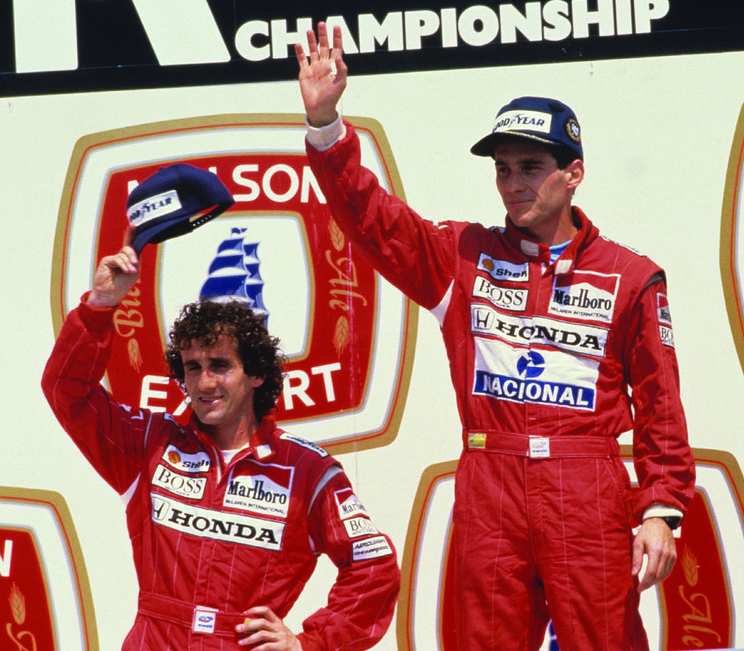
McLaren, prin Prost și Ayrton Senna (dreapta), nou venit la echipă, a dominat autoritar sezonul.

Pentru 1988, Honda s-a mutat către McLaren, în detrimentul lui Williams, și, încurajat de Prost, Dennis l-a semnat pe Ayrton Senna ca pilot pentru echipă. În ciuda reglementărilor care reduceau presiunea de supraalimentare și capacitatea de combustibil (și, prin urmare, puterea) mașinilor turbo, Honda a continuat cu un motor turbo. La volanul monopostului MP4/4, Senna și Prost s-au angajat într-o luptă strânsă de-a lungul sezonului, ambii câștigând 15 din cele 16 curse ale sezonului (în cealaltă cursă, de la Monza, Senna conducea confortabil, dar s-a ciocnit de pilotul întârziat Jean-Louis Schlesser). La Marele Premiu al Portugaliei, relația lor sa înrăutățit când Senna l-a strâns pe Prost aproape de peretele liniei boxelor; Prost a câștigat, dar apoi a spus: „A fost periculos. Dacă își dorește atât de mult campionatul mondial, poate să-l aibă.” Prost a marcat mai multe puncte în acel an, dar pentru că se luau în considerare doar cele mai bune 11 rezultate, Senna a luat titlul la penultima cursă a sezonului, Marele Premiu al Japoniei.

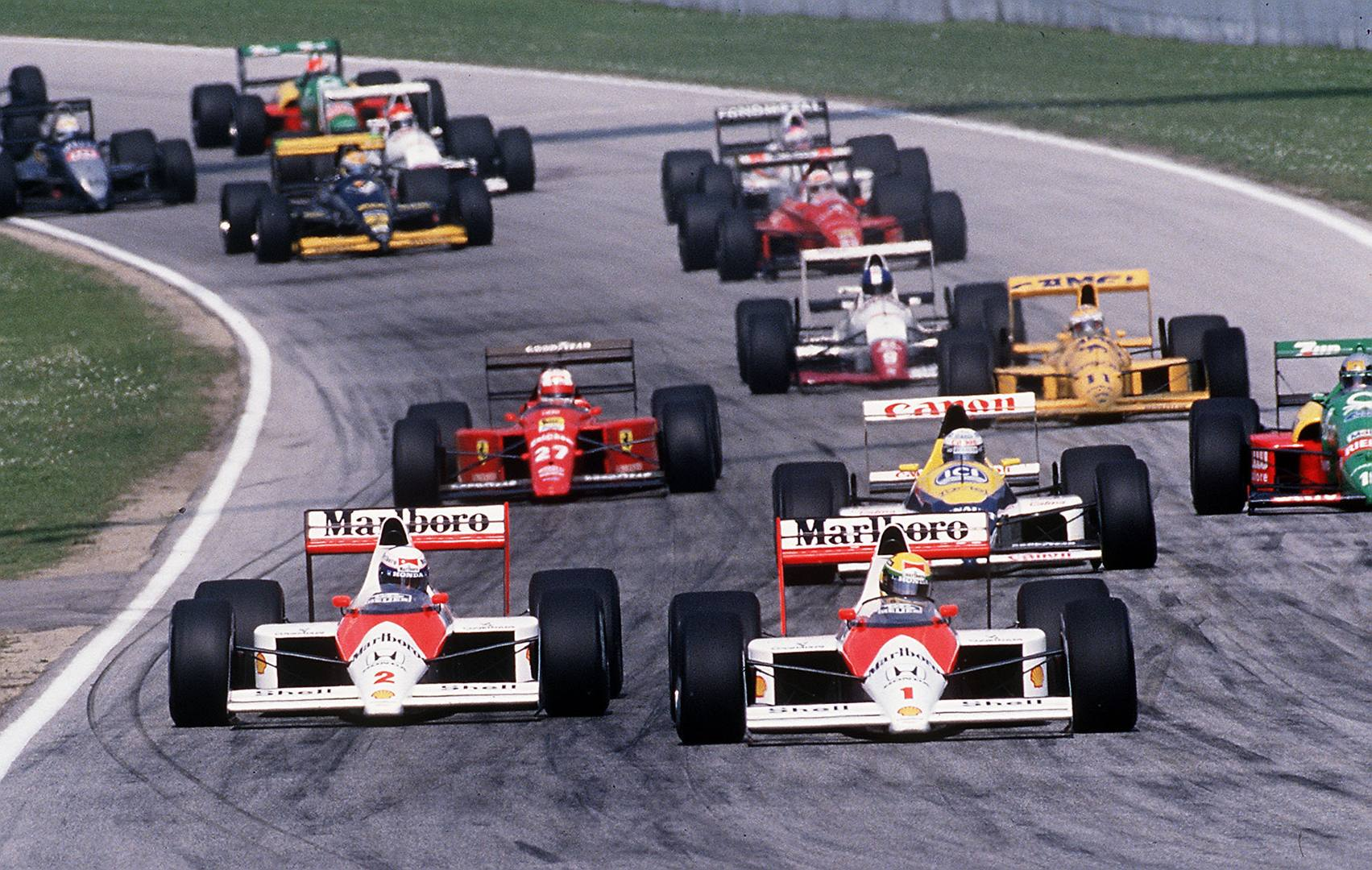
Cele două mașini McLaren conducând din.

Anul următor, cu motoarele turbo interzise, Honda a furnizat un nou motor V10 aspirat natural de 3,5 litri, și McLaren a câștigat din nou ambele titluri cu monopostul MP4/5. Relația dintre piloții ei a continuat să se deterioreze, totuși, mai ales când, la Marele Premiu al statului San Marino, Prost a simțit că Senna a renunțat la acordul de a nu se depăși unul pe celălalt, în primul viraj. Crezând că Honda și Dennis îl favorizează pe Senna, Prost a anunțat la mijlocul sezonului că va pleca să conducă pentru Ferrari în anul următor. Pentru al doilea an consecutiv, Campionatul Piloților a fost decis la Marele Premiu al Japoniei, de data aceasta în favoarea lui Prost după ce Senna și acesta s-au ciocnit (Senna și-a revenit inițial și a câștigat cursa, dar a fost ulterior descalificat).

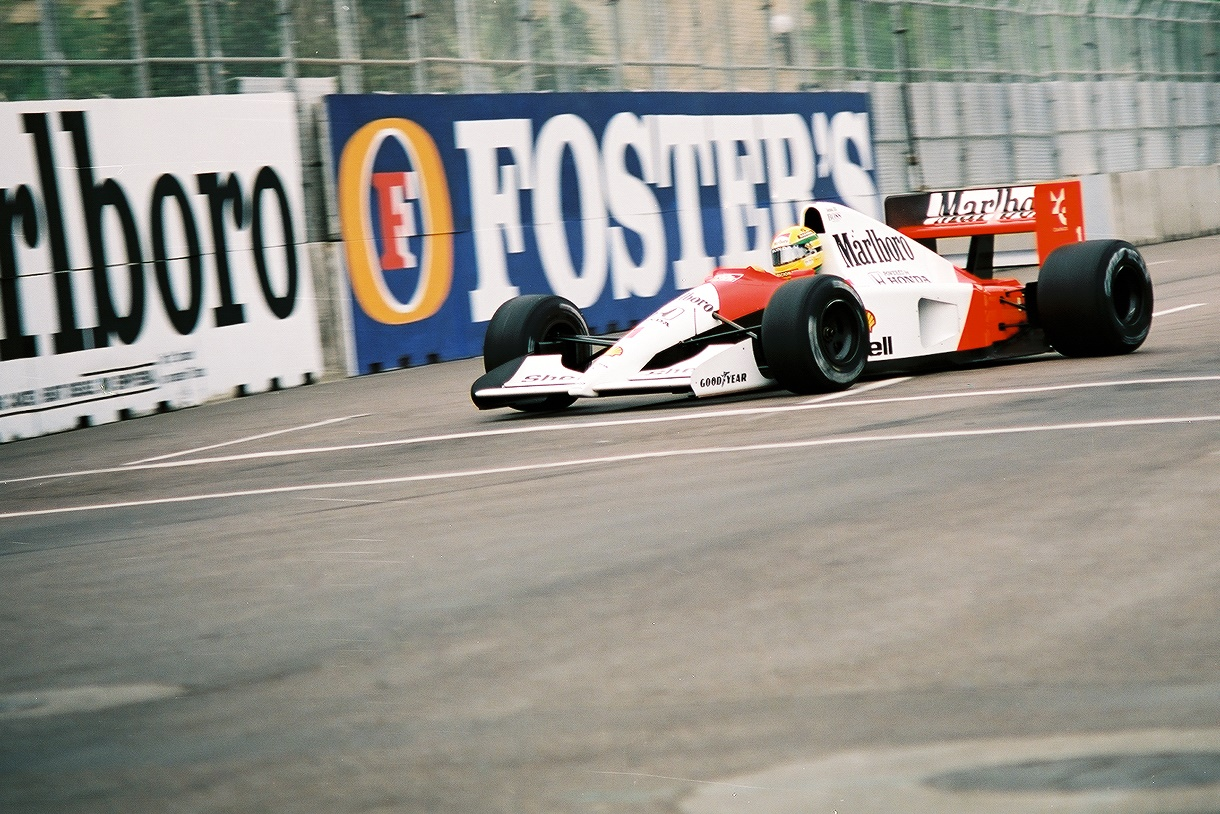
Senna în din.

Avându-i pe foștii componenți de la McLaren, Nichols și Prost (Barnard se mutase în echipa Benetton), Ferrari s-a apropiat de echipa britanică în 1990. McLaren, la rândul ei, l-a adus pe Gerhard Berger de la Ferrari, dar ca și în cele două sezoane de dinainte, lupta pentru titlul la piloți a fost dusă de Prost și Senna, și încheiată la penultima cursă din Japonia. Aici, Senna s-a ciocnit cu Prost în primul viraj, forțându-i pe amândoi să se retragă, dar de data aceasta Senna a scăpat de pedeapsă și a luat titlul; McLaren a câștigat și Campionatul Constructorilor. Anul 1991 a fost diferit pentru McLaren și Senna, cu echipa Williams, propulsată de motorul Renault, fiind cei mai apropiați rivali ai lor, însă au reușit să cucerească din nou titlurile puse în joc. Până în 1992, Williams, cu mașina lor avansată FW14B, a depășit McLaren, rupând seria ei de patru titluri consecutive.

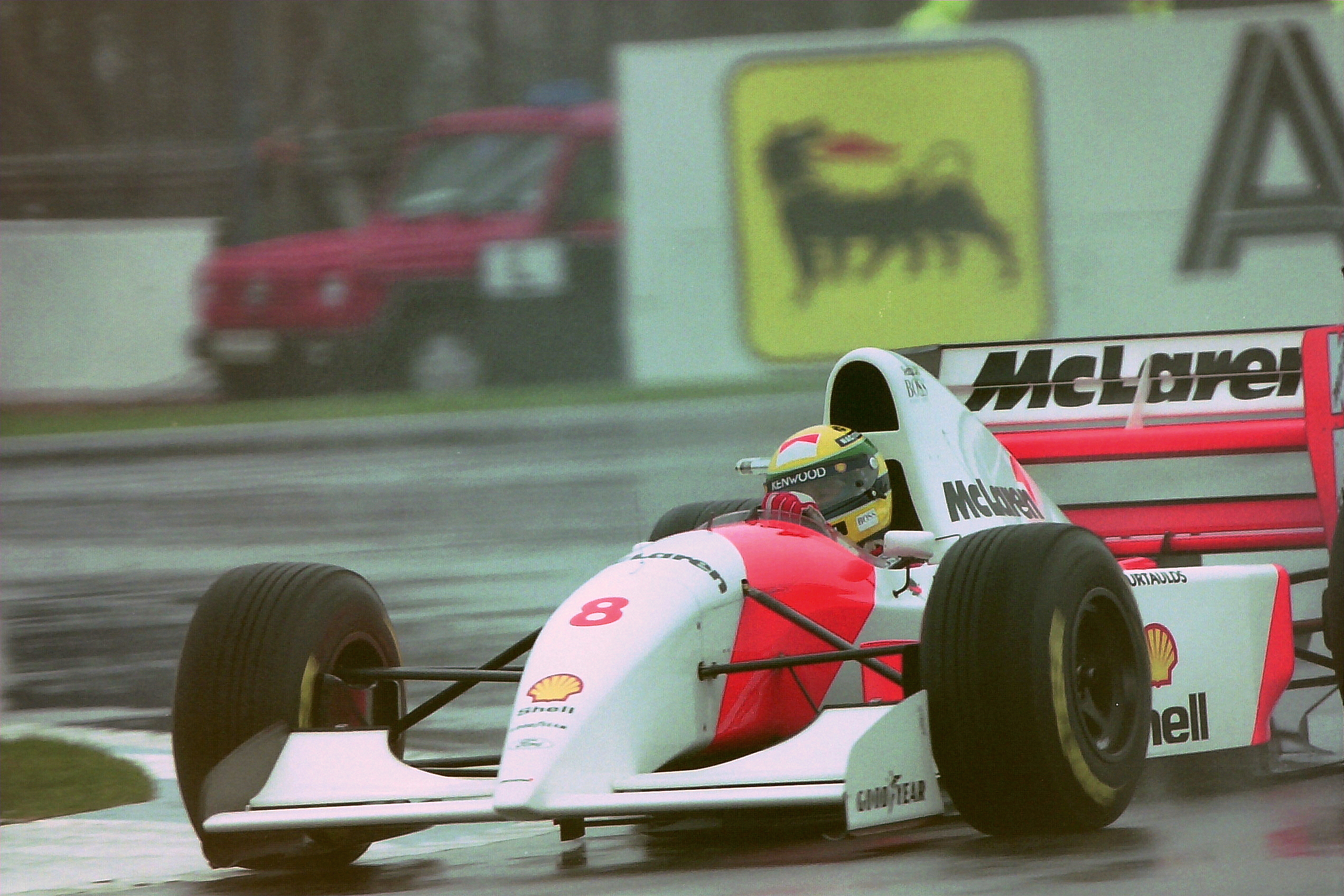
Senna a părăsit echipa la finalul lui, după șase sezoane, timp în care a cucerit trei titluri mondiale la piloți. El rămâne și în prezent cel mai de succes pilot al echipei.

După ce Honda s-a retras din sport la sfârșitul anului 1992, McLaren a căutat un nou furnizor de motoare. O înțelegere cu Renault a eșuat, iar McLaren a trecut la motoarele Ford pentru sezonul 1993, după ce au avut un parteneriat cu aceștia în perioada 1968-1983. Senna — care inițial a acceptat doar un contract pe curse individuale, înainte de a semna ulterior pentru întregul an — a câștigat cinci curse pe tot parcursul sezonului. Coechipierul său, campionul CART din 1991, Michael Andretti, nu s-a apropiat de acesta; el a marcat doar șapte puncte și a fost înlocuit de pilotul de teste Mika Häkkinen pentru ultimele trei runde ale sezonului. Williams a câștigat în cele din urmă ambele titluri, iar Senna - care a cochetat să se mute acolo pentru 1993 - a semnat cu ei pentru sezonul 1994.

### 1994-1997: În căutarea unui nou Senna
McLaren a testat un motor Lamborghini V12 înainte de sezonul 1994, ca parte a unui potențial acord cu proprietarul Lamborghini de atunci, Chrysler, înainte de a decide în cele din urmă să folosească motoare Peugeot. Cu Peugeot, monopostul MP4/9 a fost condus de Häkkinen și Martin Brundle, în ciuda faptului că a obținut opt podiumuri în timpul sezonului, nicio victorie nu a fost obținută. Peugeot a fost abandonat după un singur an din cauza defecțiunilor multiple ale motorului/nefiabilității care au costat potențiale victorii pentru McLaren și au trecut la un motor marca Mercedes-Benz, proiectat de Ilmor.

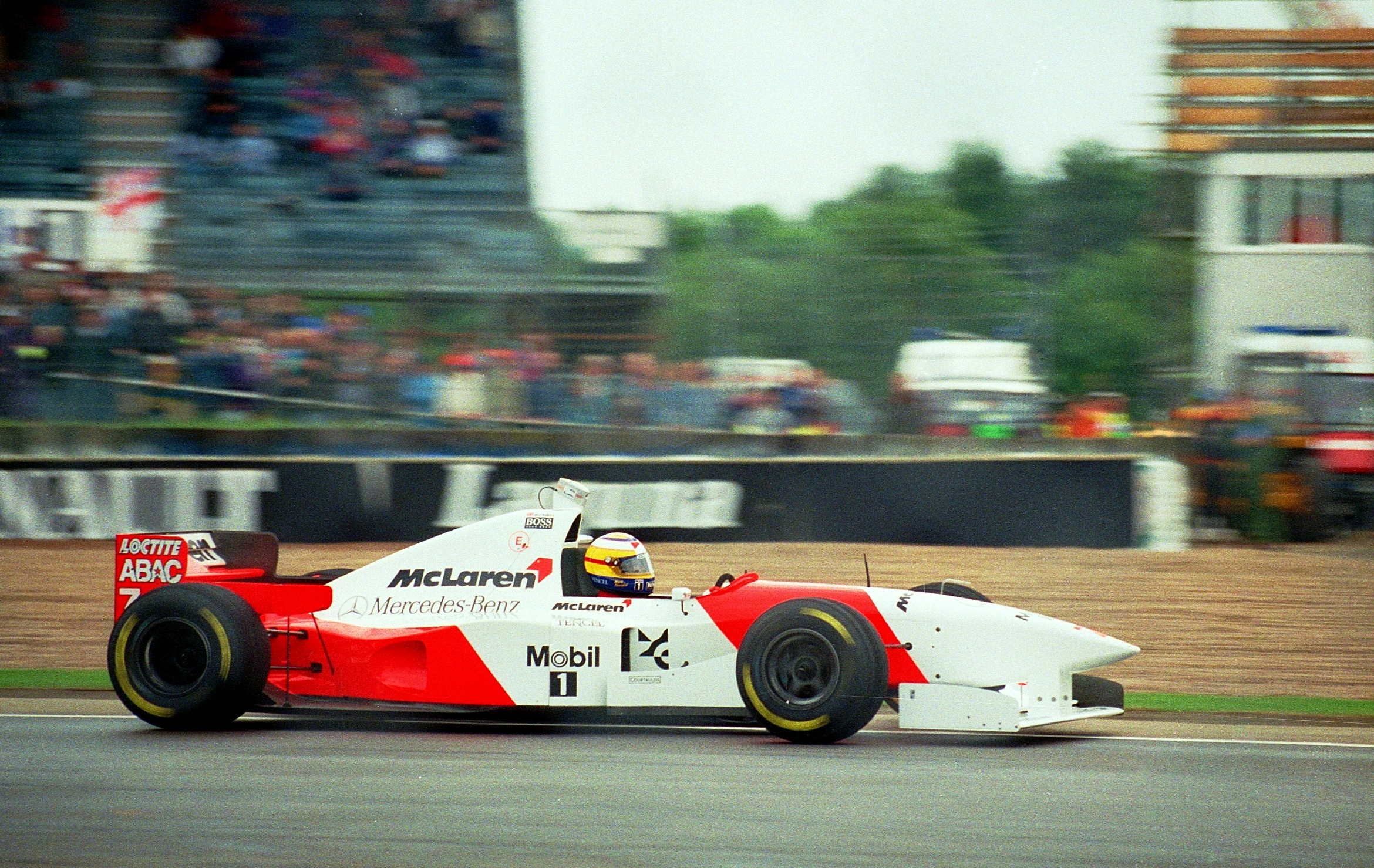
În, McLaren a început parteneriatul de lungă durată cu Mercedes-Benz.

Mașina pentru sezonul 1995, MP4/10, nu a fost una de top, iar înlocuitorul lui Brundle, fostul campion Nigel Mansell, nu a reușit să se adapteze mașinii la început și a plecat după doar două curse, Mark Blundell luând-i locul. În timp ce Williams a dominat în 1996, McLaren, acum cu David Coulthard alături de Häkkinen, a continaut cu al treilea sezon consecutiv fără victorie. În 1997, totuși, Coulthard a întrerupt această serie, câștigând Marele Premiu al Australiei, cursa de deschidere a sezonului; Häkkinen și el aveau să câștige fiecare câte o altă cursă înainte de sfârșitul sezonului, iar designerul foarte apreciat Adrian Newey s-a alăturat echipei, venind de la Williams în august a acelui an. În ciuda ritmului îmbunătățit al mașinii, nefiabilitatea s-a dovedit costisitoare pe tot parcursul sezonului, retragerile de la Marele Premiu al Marii Britanii și al Luxemburgului au avut loc în timp ce Häkkinen era în frunte.

### 1998-2008: Rivalitatea cu Ferrari

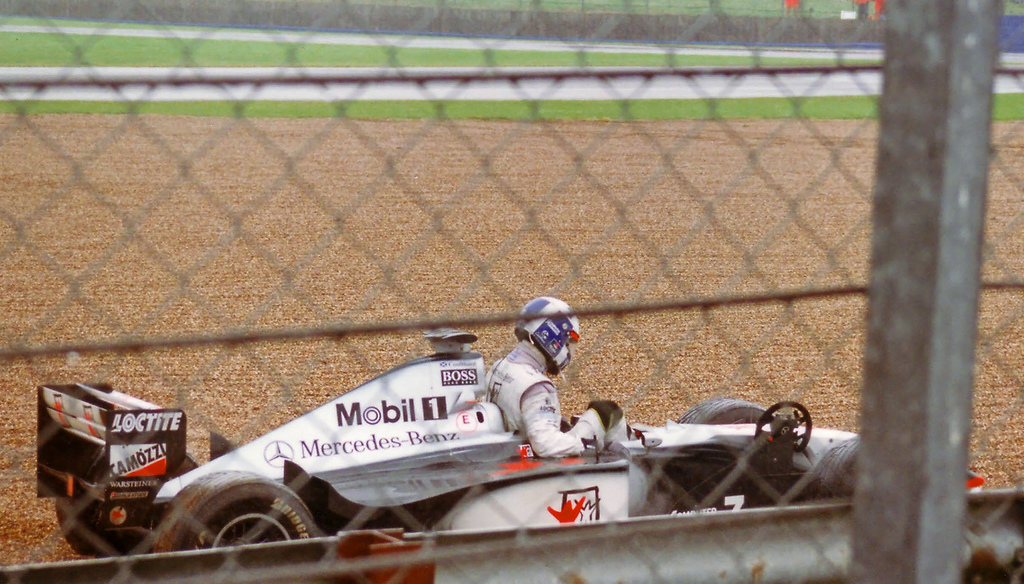
David Coulthard retrăgându-se din din.

Cu Newey profitând de noile reglementări tehnice pentru 1998, și Williams pierzându-și motoarele Renault în urma retragerii temporare a Renault din sport, McLaren a reușit să concureze pentru campionat. Häkkinen și Coulthard au câștigat cinci dintre primele șase curse ale sezonului. Michael Schumacher și Ferrari au oferit cea mai mare provocare, Schumacher egalându-l la puncte pe Häkkinen cu două curse înainte de final, dar victoriile lui Häkkinen la Marele Premiu al Luxemburgului și al Japoniei i-au oferit atât Campionatul Piloților, cât și Campionatul Constructorilor pentru McLaren. Häkkinen a câștigat cel de-al doilea campionat al piloților în sezonul următor, dar din cauza unei combinații de erori ale pilotului și defecțiuni mecanice, echipa a pierdut titlul la constructori în fața lui Ferrari.

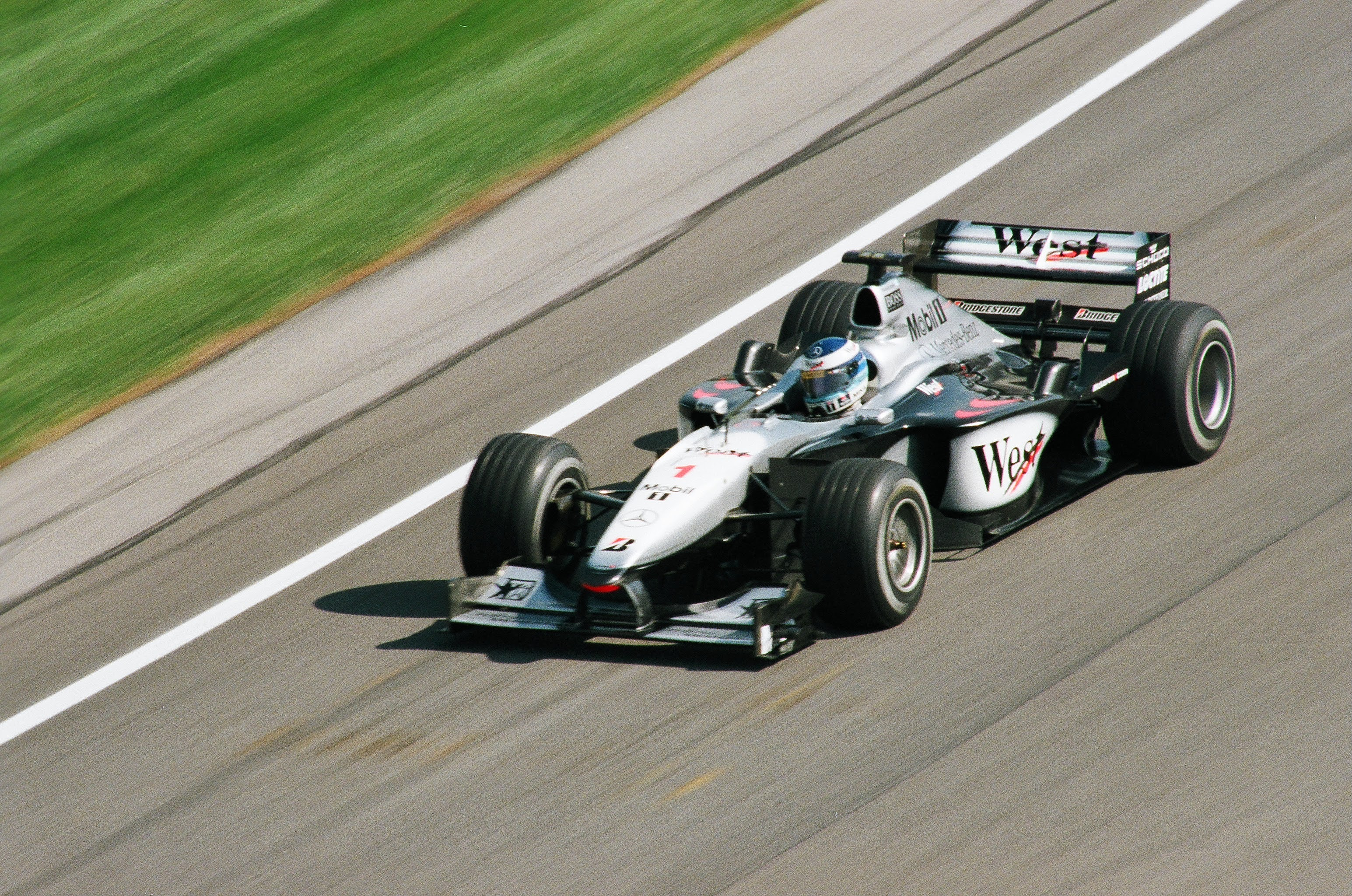
Mika Häkkinen în din.

În 2000, McLaren a câștigat șapte curse, fiind din nou într-o luptă strânsă cu Ferrari, dar în cele din urmă Ferrari și Schumacher s-au impus în ambele campionate. Acest lucru a marcat începutul unui declin de formă, deoarece Ferrari și-a consolidat dominația asupra Formulei 1. În 2001, Häkkinen a fost depășit de Coulthard pentru prima dată din 1997 și s-a retras (încheind cel mai lung parteneriat de piloți din Formula 1 la acea vreme), locul său fiind luat de Kimi Räikkönen. În 2002, Coulthard a luat singura victorie a echipei, la Monaco, în timp ce Ferrari a repetat perofrmanța obținută de McLaren în 1988 de 15 victorii într-un sezon.

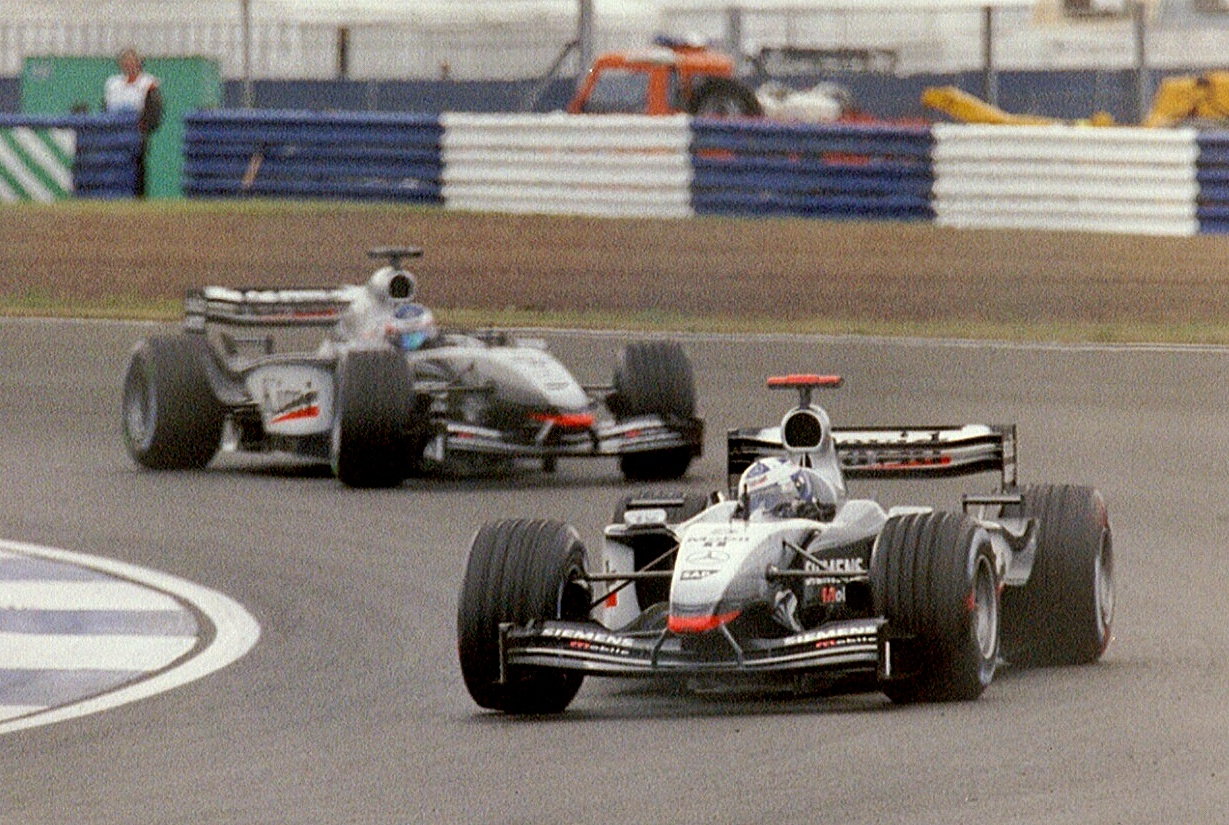
David Coulthard, urmat de Kimi Räikkönen în din.

Anul 2003 a început promițător, cu câte o victorie pentru Coulthard și Räikkönen la primele două Mari Premii. Cu toate acestea, ei au fost încetiniți atunci când mașina MP4-18 proiectată pentru acel an a suferit probleme cu testele de impact și de fiabilitate, forțându-i să continue să folosească o dezvoltare „D” a monopostului MP4-17 utilizat în 2002. În ciuda acestui fapt, Räikkönen a marcat puncte în mod constant și s-a aflat în luptă pentru campionat până în cursa finală, pierzând în cele din urmă cu două puncte în spatele lui Schumacher. Echipa a început 2004 cu MP4-19, pe care directorul tehnic Adrian Newey l-a descris drept „o versiune depanată a [MP4-18]”. Totuși, nu a fost un succes și a fost înlocuit la mijlocul sezonului cu MP4-19B. Astfel, Räikkönen a obținut singura victorie a anului pentru echipă la Marele Premiu al Belgiei, McLaren terminând pe locul cinci în Campionatul Constructorilor, cea mai slabă clasare din 1983 încoace.

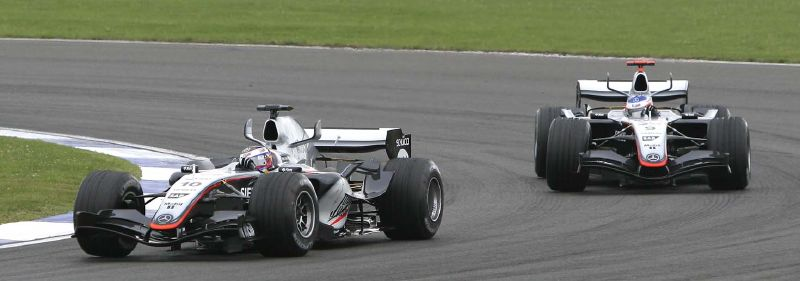
Juan Pablo Montoya îl conduce pe Kimi Räikkönen în din.

Coulthard a plecat la Red Bull Racing în 2005 pentru a fi înlocuit de fostul campion CART, Juan Pablo Montoya. Odată cu această mutare, McLaren a avut cel mai bun sezon de câțiva ani încoace, deoarece el și Räikkönen au câștigat zece curse. Cu toate acestea, deoarece echipa nu a reușit să înțeleagă de ce mașina nu-și putea încălzi anvelopele în mod corespunzător în primele etape ale sezonului, iar nefiabilitatea generală a motorului Mercedes care i-a costat câteva victorii când Räikkönen era în frunte sau în luptă pentru a câștiga, i-a permis lui Renault și pilotului ei Fernando Alonso să valorifice aceste defecte și să câștige ambele titluri. În 2006, fiabilitatea și viteza superioare ale Ferrari-urilor și Renault-urilor au împiedicat echipa să obțină vreo victorie pentru prima oară într-un deceniu. Montoya s-a despărțit dramatic de echipă după ce s-a ciocnit de Räikkönen în Marele Premiu al Statelor Unite; pilotul de testare, Pedro de la Rosa, i-a luat locul pentru restul sezonului. Echipa l-a pierdut și pe Räikkönen în fața lui Ferrari la sfârșitul anului.

#### Scandalul de spionaj

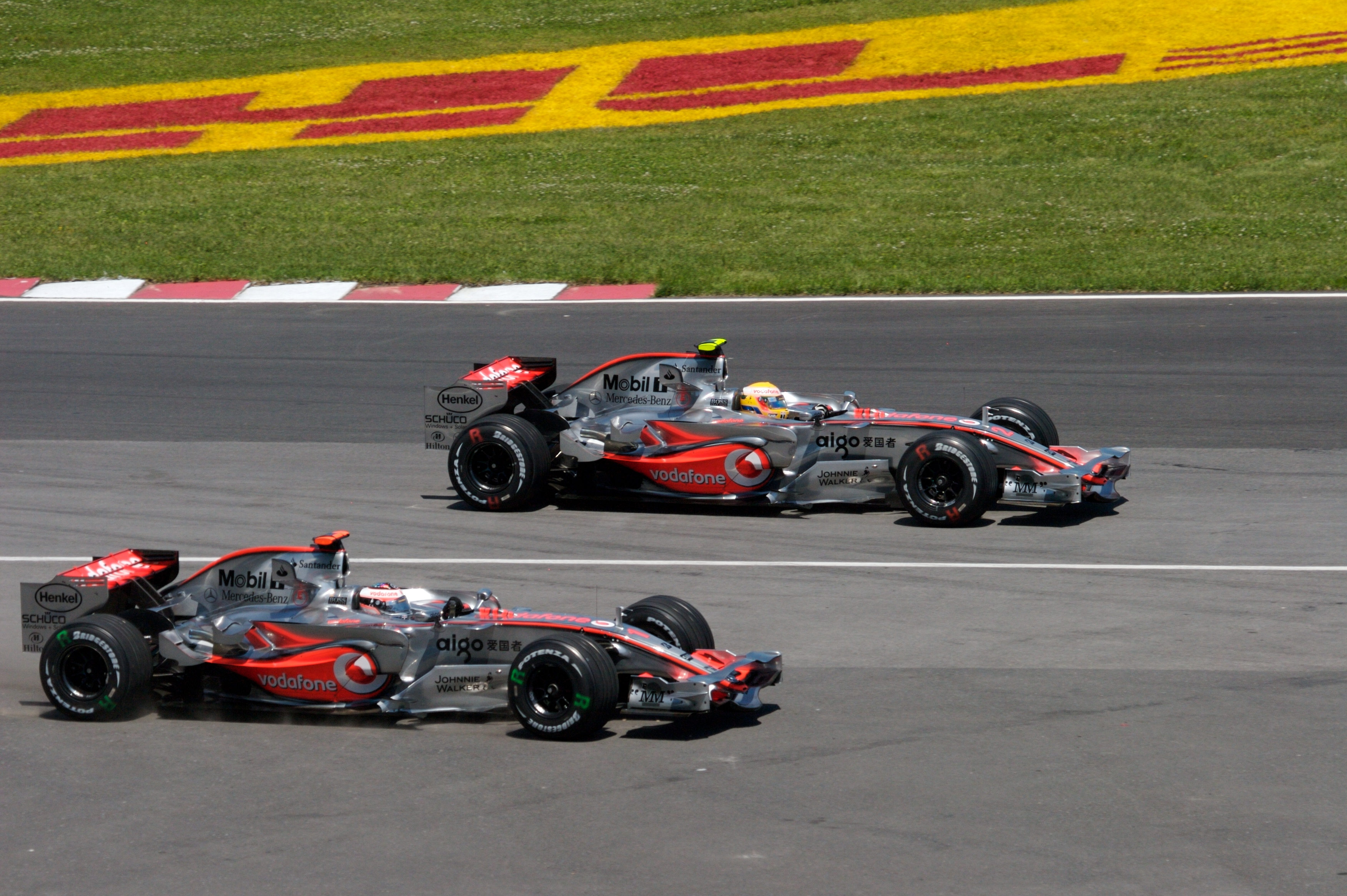
Fernando Alonso (jos) și Hamilton (sus) au avut o rivalitate acerbă în interiorul echipei pe parcursul sezonului din.

După plecarea lui Newey și fără nicio victorie în 2006, echipa a revenit la statutul competitiv în 2007. În acel an, Fernando Alonso a concurat alături de debutantul în Formula 1, Lewis Hamilton, care era sponsorizat de McLaren încă din copilărie. Perechea a obținut câte patru victorii fiecare și a condus Campionatul Piloților pentru o mare parte a anului, dar au apărut tensiuni în cadrul echipei, BBC Sport susținând că Alonso nu a putut face față competitivității lui Hamilton. La Marele Premiu al Ungariei, Alonso a fost considerat că și-a împiedicat în mod deliberat coechipierul în timpul calificărilor, astfel încât echipa nu a avut voie să marcheze puncte pentru Campionatul la Constructori la eveniment. Un acord intern în cadrul echipei McLaren prevedea că piloții ar avea alternativ un tur suplimentar pentru calificări, însă totuși, Hamilton a refuzat să accepte acest lucru pentru Marele Premiu al Ungariei. Ulterior, McLaren a fost investigată de FIA pentru că avea planuri tehnice confidențiale ale mașinii Ferrari, un scandal ce a fost cunoscut ulterior sub numele de „Spygate”. La prima audiere, conducerea McLaren a negat în mod constant toate cunoștințele, dând vina pe un singur „inginer rebel”. Cu toate acestea, în audierea finală, McLaren a fost găsită vinovată, iar echipa a fost exclusă din Campionatul Constructorilor și amendată fără precedent cu 100 de milioane de dolari. Piloților li s-a permis să continue fără penalizări și, în timp ce Hamilton a condus Campionatul Piloților înainte de cursa finală din Brazilia, Räikkönen cu Ferrari a câștigat cursa și Campionatul Piloților, cu un singur punct în fața ambilor piloți McLaren. În noiembrie, Alonso și McLaren au convenit să-și rezilieze contractul de comun acord, Heikki Kovalainen ocupând locul vacant alături de Hamilton.

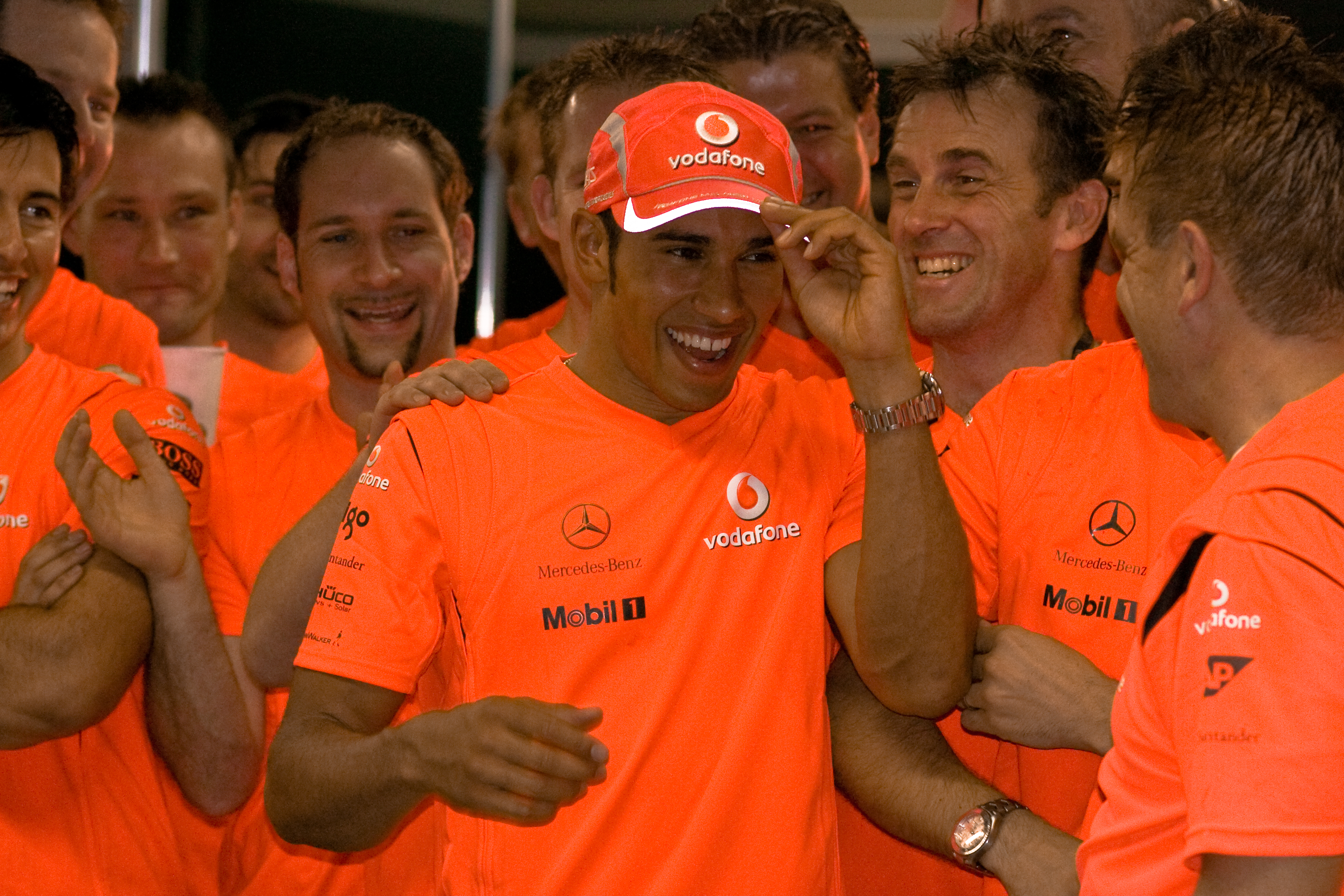
Lewis Hamilton sărbătorind câștigarea titlului din alături de membrii echipei.

În 2008, a urmat o luptă strânsă între Hamilton și Ferrari-urile lui Felipe Massa și Räikkönen; Hamilton a câștigat de cinci ori și, în ciuda faptului că a trecut primul linia de sosire la Marele Premiu al Belgiei, s-a considerat că a obținut un avantaj ilegal prin tăierea unei șicane în timpul unei depășiri și a fost retrogradat în mod controversat pe locul trei. În cursa finală din Brazilia, Hamilton avea un avans de șapte puncte față de Massa. Massa a câștigat cursa, dar Hamilton și-a câștigat în mod dramatic primul său campionat al piloților, trecând pe poziția a cincea necesară în ultimul viraj al ultimului tur al cursei. În ciuda câștigării primului său Mare Premiu, în Ungaria, Kovalainen a terminat sezonul doar pe locul șapte în clasamentul general, permițându-i lui Ferrari să ia titlul la constructori.

### 2009-2014: Plecarea lui Dennis și pierderea statutului de client exclusiv Mercedes
Înainte de începerea sezonului 2009, Ron Dennis s-a retras din funcția de director de echipă după 27 de ani, predând responsabilitatea lui Martin Whitmarsh, dar sezonul a început prost: mașina MP4-24 a fost în afara ritmului iar Hamilton a fost descalificat din Marele Premiu din Australiei pentru inducerea în eroare a comisariilor de cursă. În ciuda acestor probleme timpurii, echipa și-a revenit iar Hamilton a câștigat Marele Premiu al Ungariei și cel al statului Singapore.

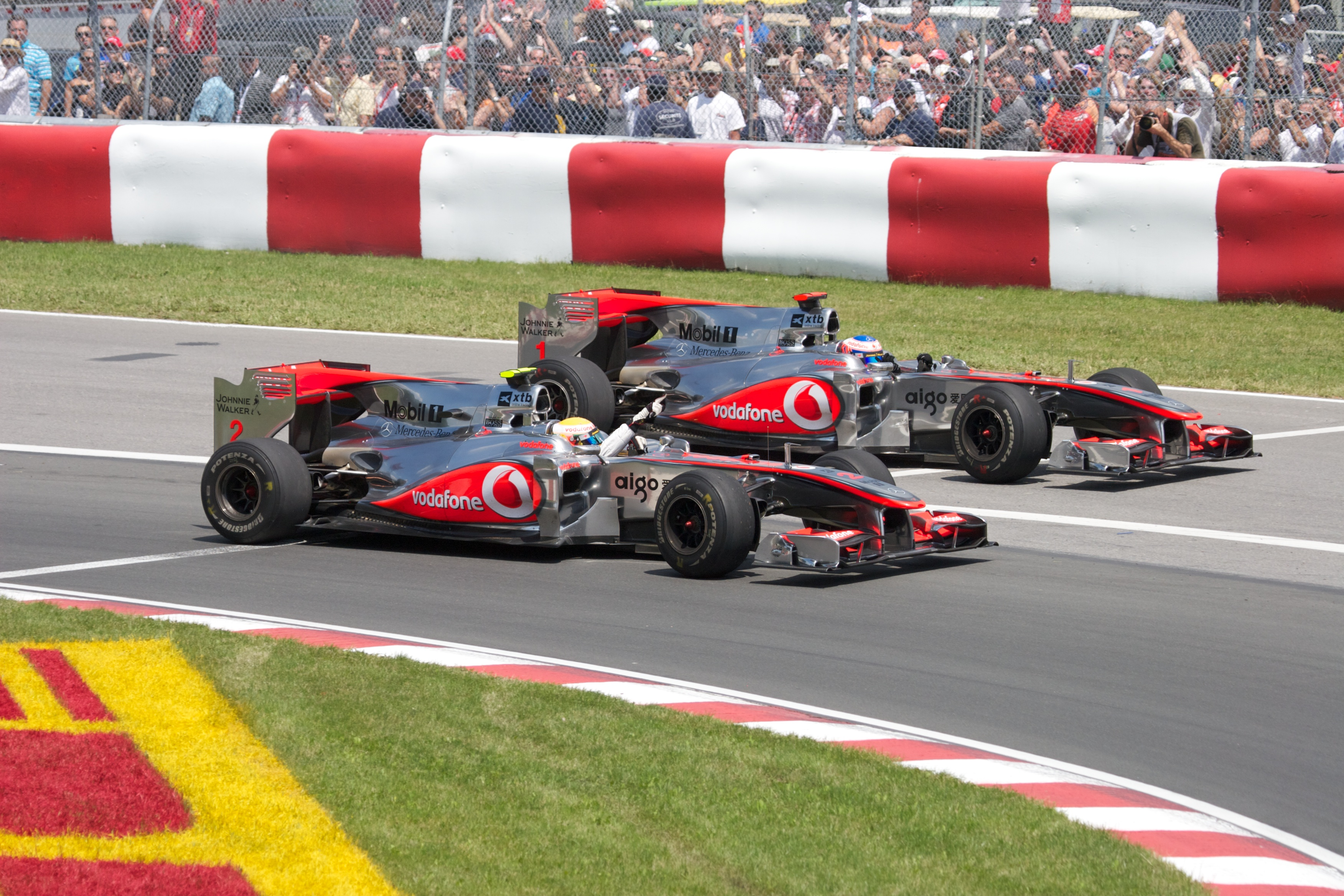
Lewis Hamilton și Jenson Button după ce au terminat pe primele două locuri în din.

Pentru sezonul 2010, McLaren și-a pierdut statutul de echipă de uzină Mercedes; Mercedes a decis să cumpere echipa Brawn din Brackley, care câștigase titlurile din 2009 cu motoarele sale, Whitmarsh a ales să renunțe la drepturile lor exclusive asupra motoarelor Mercedes pentru a ajuta Brawn să ruleze. Mercedes a continuat să furnizeze motoare către McLaren, deși în cadrul unei relații furnizor-client, mai degrabă decât a unui parteneriat de fabrică ca înainte, în timp ce și-a vândut acțiunile de 40% din McLaren în decurs de doi ani. McLaren l-a semnat pe campionul din 2009, Jenson Button, pentru a-l înlocui pe Kovalainen alături de Hamilton în 2010. Button a câștigat de două ori în sezon (în Australia și China) și Hamilton de trei ori (în Turcia, Canada și Belgia), dar ei și McLaren nu au reușit să-și câștige campionatele respective, monopostul MP4-25 din acel an fiind depășit în mare măsură de RB6 construit de Red Bull.
Hamilton și Button au rămas cu echipa și în 2011, Hamilton câștigând trei curse - China, Germania și Abu Dhabi, iar Button câștigând și el tot trei curse - Canada, Ungaria și Japonia. Button a terminat Campionatul Piloților pe locul doi, cu 270 de puncte acumulate, în spatele campionului Sebastian Vettel de la Red Bull Racing. Hamilton a terminat pe locul 5 cu 227 de puncte. McLaren s-a clasat pe locul doi în Campionatul Constructorilor, după Red Bull Racing. De-a lungul sezonului, Hamilton a fost implicat în mai multe incidente cu alți piloți, inclusiv – mai ales – cu rivalul de titlu din 2008, Felipe Massa.

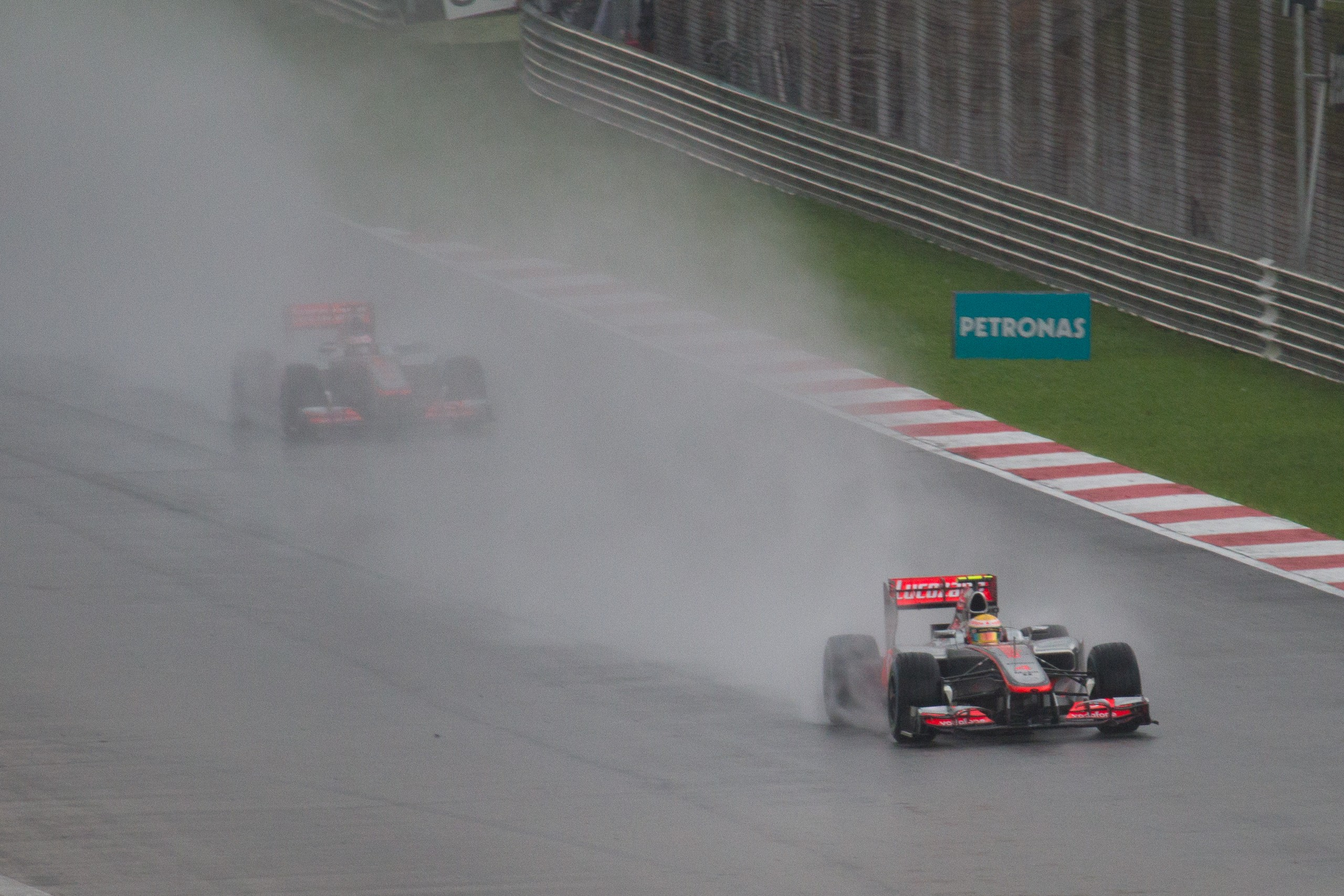
Hamilton la conducerea Marelui Premiu al Malaysiei din, urmat îndeaproape de Button.

În 2012, McLaren a câștigat prima cursă a anului, în Australia, obținând o victorie dominantă prin Button și un loc trei după ce a plecat din pole pentru Hamilton. Până la jumătatea sezonului, Hamilton a câștigat a doua cursă pentru echipă, Marele Premiu al Canadei, cursă după care a condus campionatul la piloți. În ciuda acestui fapt, problemele de fiabilitate ale mașinii și erorile de management și strategie au început să se înmulțească. Echipa a câștigat trei curse la rând - Ungaria, Belgia și Italia - și a obținut un loc 2 în Singapore, însă aceste rezultate s-au obținut în detrimentul celuilalt pilot al echipei, care s-a retras din ultimele trei curse menționate. McLaren a încheiat sezonul cu două victorii în ultimele două curse, una prin Hamilton și una prin Button. Deși a obținut la fel de multe victorii (7) și la fel de multe pole-uri (8) ca și campioana la constructori, Red Bull, McLaren a terminat pe locul 3 în campionat, în spatele lui Ferrari.
Sergio Pérez l-a înlocuit pe Hamilton pentru 2013, după ce Hamilton a decis să plece la Mercedes. Mașina echipei pentru sezon, MP4-28, a fost lansată pe 31 ianuarie 2013. A fost primul sezon fără ca echipa să ajungă pe podium din 1980 încoace și nu s-a calificat niciodată în top 5 - cel mai prost sezon din 1983. A fost și primul sezon fără victorie al echipei din 2006 încoace.

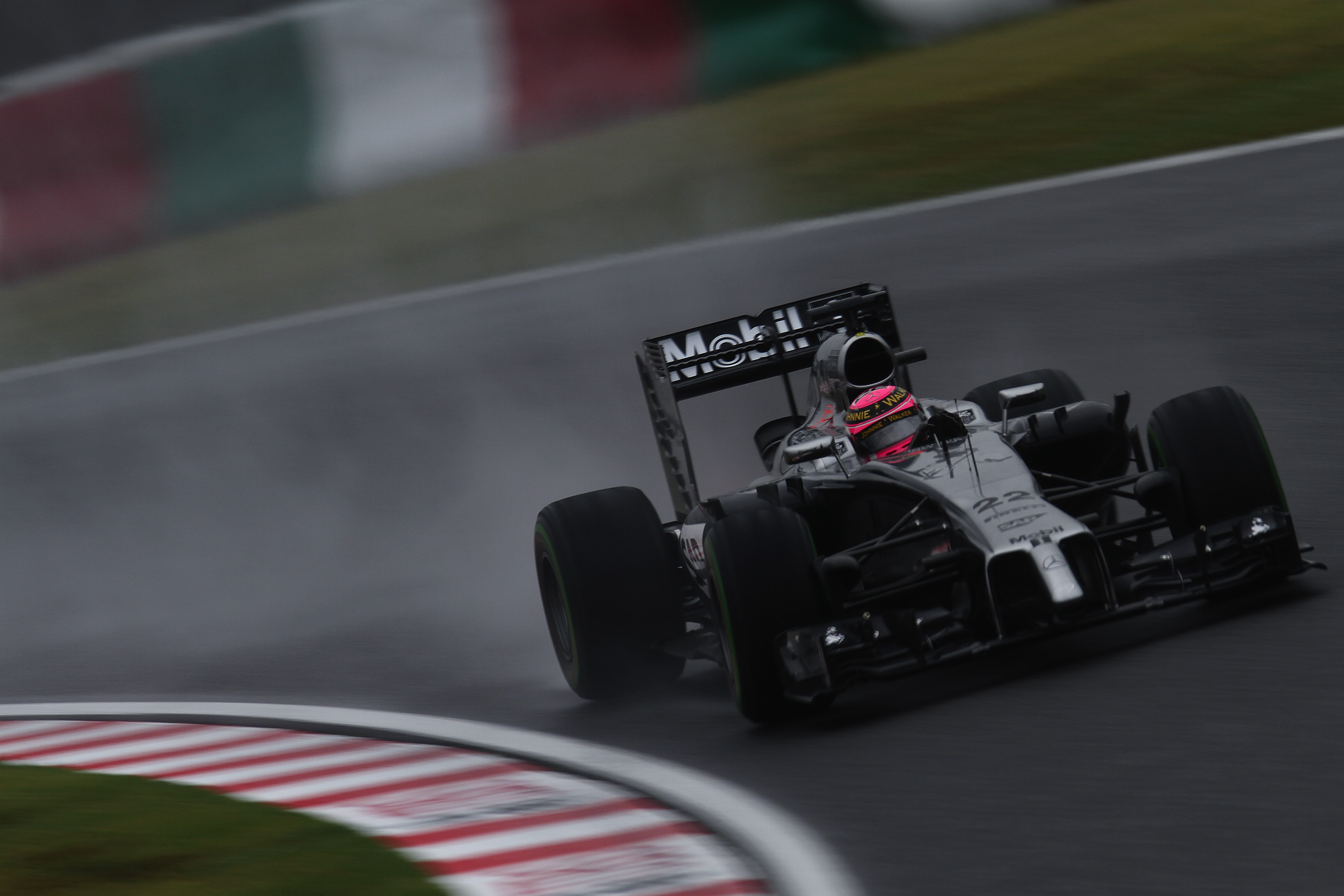
Jenson Button în din.

Kevin Magnussen l-a înlocuit pe Pérez pentru 2014, iar Ron Dennis, care a rămas la distanță de când a renunțat la rolul principal al echipei, a revenit ca CEO al operațiunii. McLaren a fost prima echipă care și-a lansat oficial mașina din 2014, MP4-29, ce a fost dezvăluită pe 24 ianuarie 2014. Au avut un 2014 în mare parte nereușit; cel mai bun rezultat al lor a fost în Australia unde – după descalificarea lui Daniel Ricciardo de pe locul doi – Magnussen a terminat pe locul doi, iar Button pe locul trei. Button a terminat ulterior pe locul patru în Canada, Marea Britanie și Rusia. Poziția lor cea mai înaltă pe grila de start a fost în Marea Britanie, acolo unde Button s-a calificat pe locul trei.

### 2015-2017: Revenirea la parteneriatul cu Honda

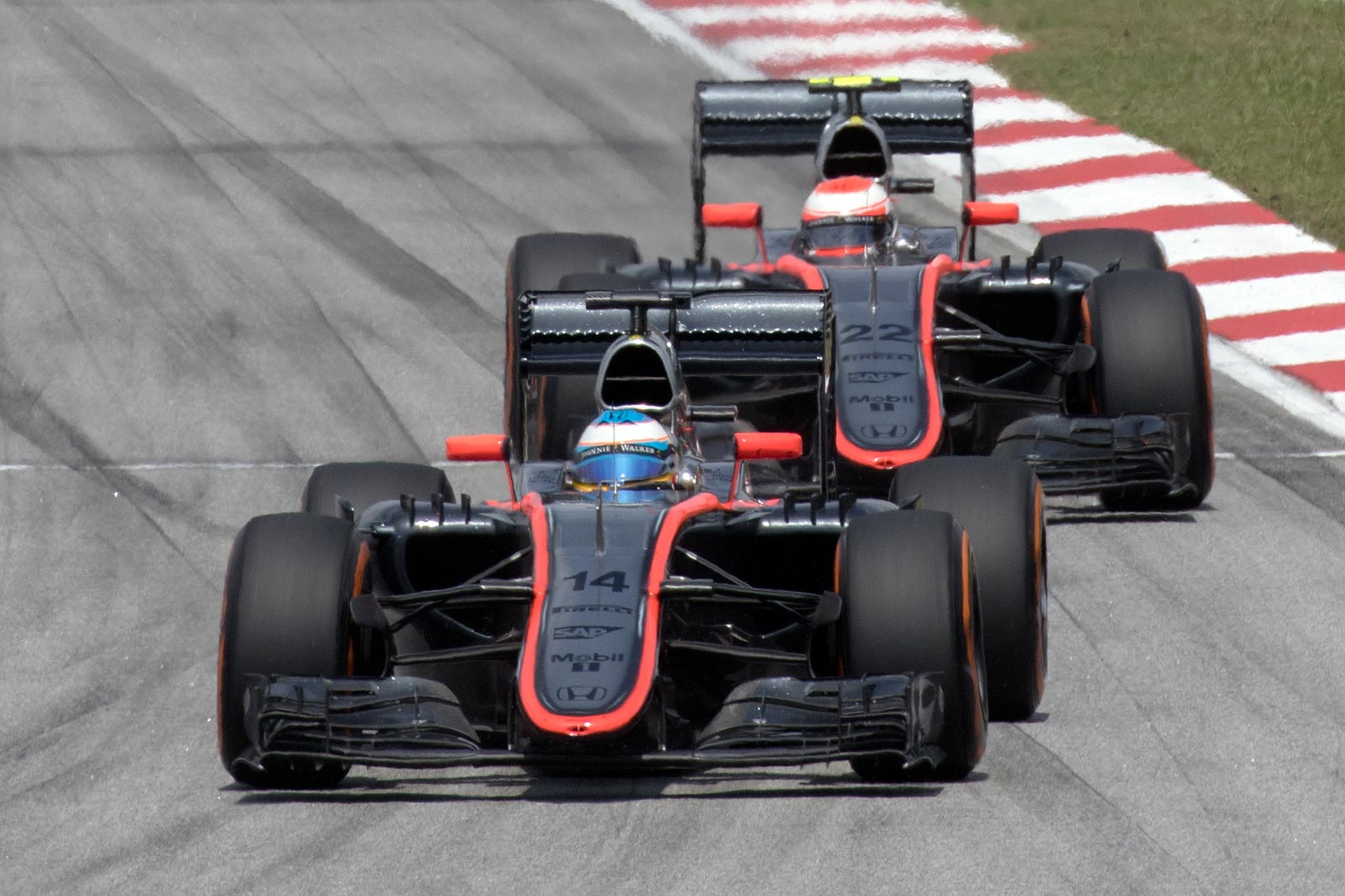
Fernando Alonso, urmărit de Jenson Button în din.

Pentru 2015, McLaren și-a încheiat contractul de motoare cu Mercedes, care a inclus răscumpărarea pachetului de 40% pe care Mercedes îl deținea în echipă, și refacerea parteneriatului lor istoric cu Honda. Acordul Honda nu însemna doar că vor furniza motoare, ci și faptul că personalul Honda va lucra cu echipa de la baza lor din Woking și va primi sprijin complet din partea Honda, inclusiv vehicule oficiale ale echipei și motoare gratuite. Echipa i-a anunțat pe Fernando Alonso și Jenson Button drept piloți de curse, Kevin Magnussen fiind retrogradat la statutul de pilot de testare. În timpul testelor de presezon de pe Circuitul Barcelona-Catalunya în februarie, Alonso a suferit o comoție cerebrală și, ca urmare, Kevin Magnussen l-a înlocuit pentru Marele Premiu al Australiei, cursa de deschidere a sezonului, în martie. La acea cursă inaugurală a sezonului, Jenson Button s-a clasat pe locul 11, dar a terminat cu două tururi în spatele liderului și a fost ultimul dintre piloții care au încheiat cursa. În urma nefiabilității considerabile și a sugestiilor inițiale conform cărora motorul Honda avea o putere redusă în comparație cu concurenții săi, câștigurile constante de performanță au dus în cele din urmă la marcarea primelor puncte de către Button în a șasea cursă a sezonului, la Monaco. Prin contrast, Alonso a marcat primul său punct trei curse mai târziu la Marele Premiu al Marii Britanii. Marele Premiu al Ungariei a văzut echipa înregistrând cel mai bun rezultat al sezonului, Alonso și Button terminând pe locul cinci și, respectiv, pe locul nouă. Cu toate acestea, McLaren nu a obținut puncte în următoarele patru curse până când Button a terminat pe locul nouă la Marele Premiu al Rusiei. La următorul Mare Premiu al Statelor Unite, Button a obținut cel mai bun rezultat al său al sezonului, locul șase. Echipa a terminat pe locul nouă în clasamentul constructorilor cu 27 de puncte, cea mai proastă performanță pentru McLaren din 1980 încoace.

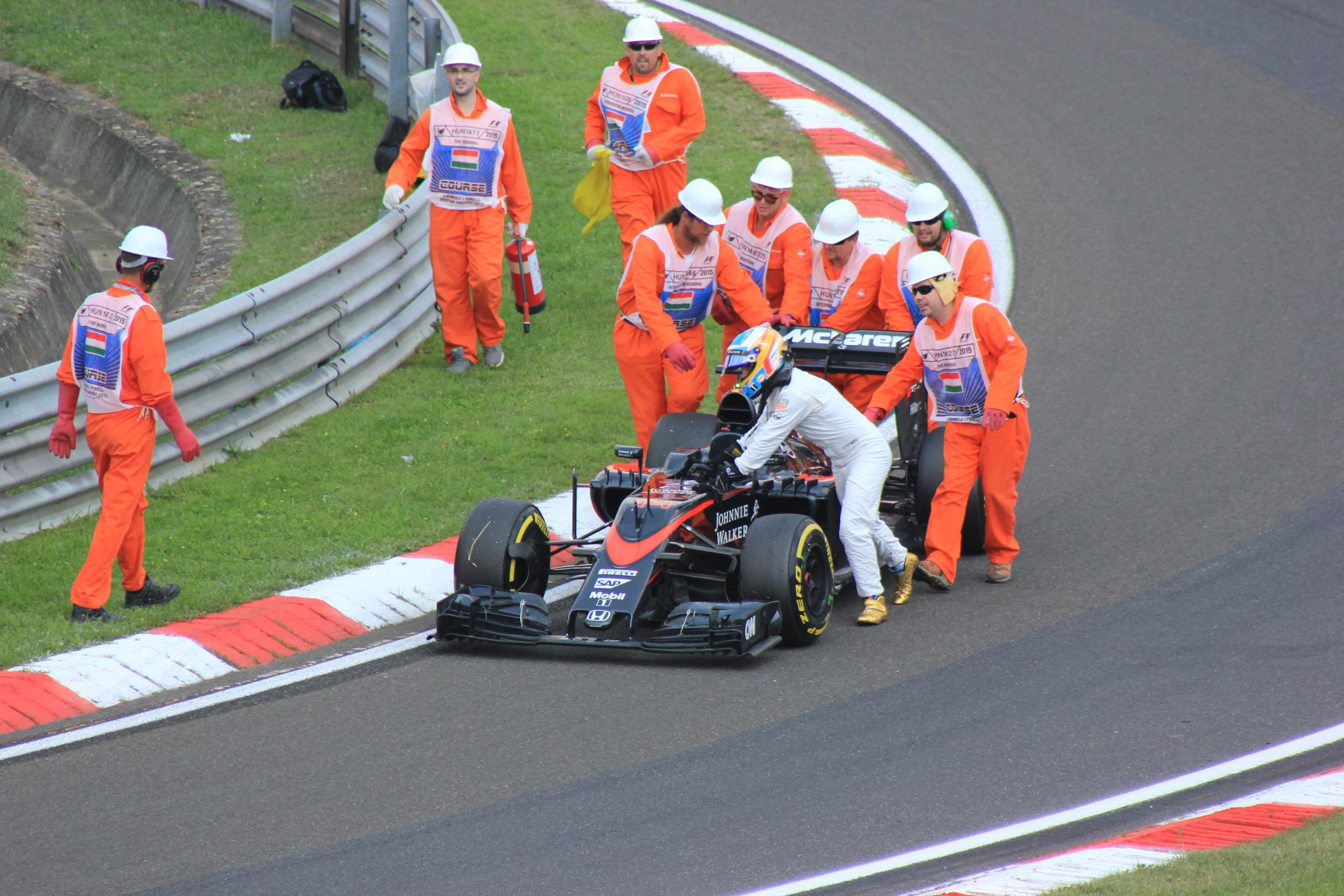
A doua perioadă cu Honda a fost una marcată de numeroase probleme cu unitatea de putere.

McLaren a păstrat perechea Alonso-Button pentru sezonul 2016. Al doilea an al parteneriatului cu Honda a fost mai bun decât primul, echipa reușind să se lupte pentru primele 10 poziții în mod mai regulat. Cu toate acestea, sezonul a început cu un accident masiv la Marele Premiu al Australiei, în care Fernando Alonso a suferit fracturi la coaste și un plămân colabat după ce s-a ciocnit cu Esteban Gutiérrez și s-a răsturnat în barierele de reținere. Alonso, ca urmare a rănilor sale, a fost forțat să rateze a doua rundă a campionatului, Marele Premiu al Bahrainului, și a fost înlocuit de pilotul de rezervă Stoffel Vandoorne. Vandoorne a produs o performanță impresionantă în prima sa cursă pentru a marca primul punct al echipei din sezon, prin locul 10. Următoarele puncte pentru McLaren au venit la Marele Premiu al Rusiei, Alonso și Button terminând pe locul șase, respectiv pe locul 10. Marele Premiu al Principatului Monaco, afectat de ploaie, a fost una dintre cele mai bune curse ale sezonului pentru echipă. Alonso a terminat pe locul cinci, după ce l-a ținut în spatele său pe Nico Rosberg de la Mercedes timp de 46 de tururi, în timp ce Button a marcat două puncte cu locul nouă. La Marele Premiu al Austriei, Button a înregistrat cel mai bun rezultat al sezonului, obținând locul șase după ce s-a calificat pe locul trei într-o sesiune pe vreme mixtă. După o performanță dezamăgitoare la cursa lor de acasă, Marele Premiu al Marii Britanii de la Silverstone, echipa a marcat puncte în următoarele trei runde, cu șase puncte în Ungaria, patru în Germania și din nou șase puncte, datorită unui impresionant loc șapte obținut de Alonso, la Marele Premiu al Belgiei. La Marele Premiu al Statelor Unite, McLaren și-a egalat rezultatul de la Monaco, obținând din nou 12 puncte, după ce o cursă de atac a lui Alonso l-a văzut pe acesta să obțină poziția a cincea, în timp ce Button a terminat din nou pe locul nouă. După un sezon de progrese semnificative față de 2015, Alonso și Button au terminat campionatul pe locurile 10 și, respectiv, 15, echipa încheiend sezonul pe locul șase în Campionatul Constructorilor cu 76 de puncte. La 3 septembrie 2016, Jenson Button a anunțat că va lua un an de pauză de la Formula 1 pentru sezonul 2017. Apoi, a confirmat pe 25 noiembrie că se va retrage complet din F1, Vandoorne devenind noul coechipier al lui Alonso pentru 2017.

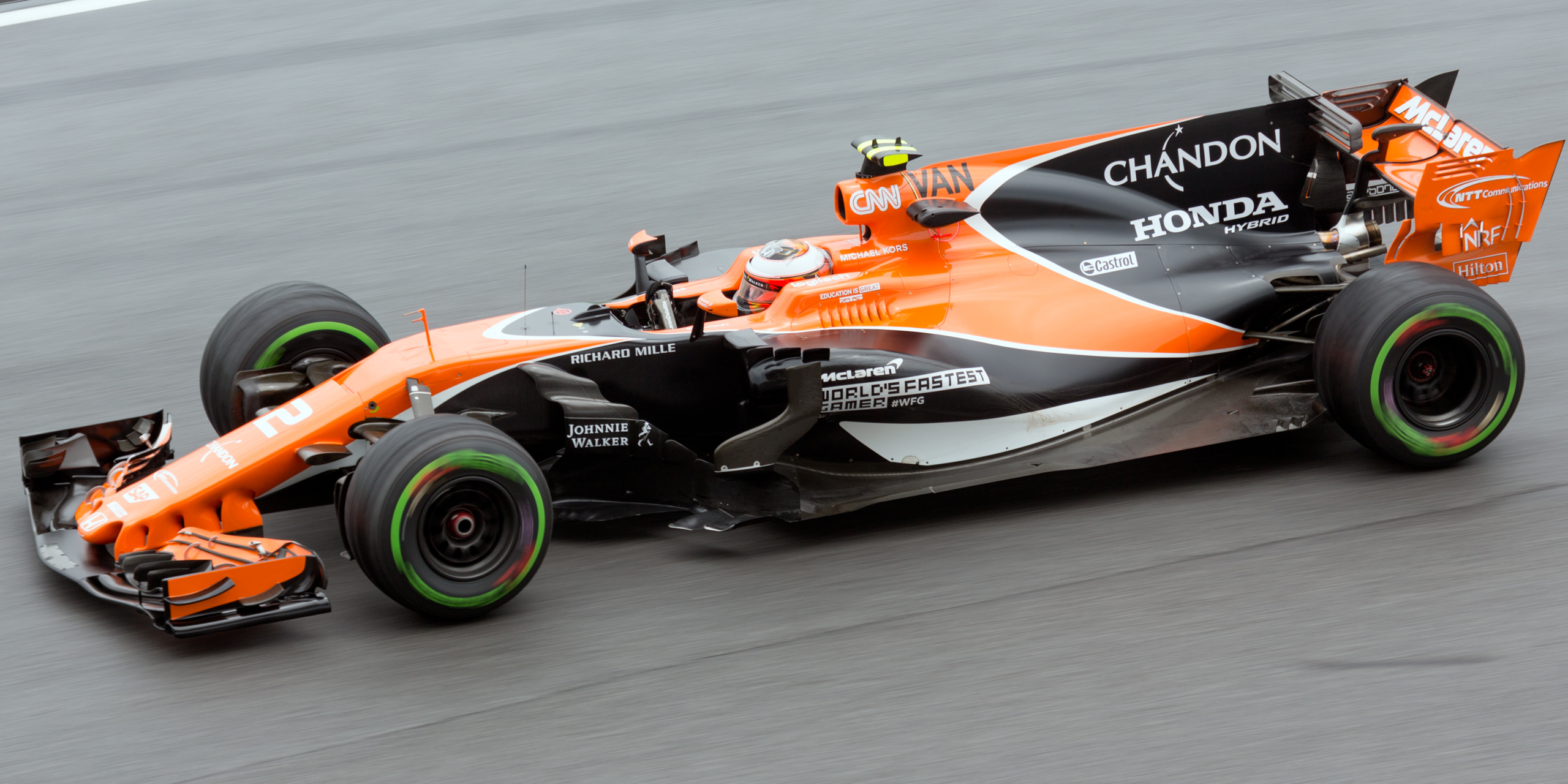
Stoffel Vandoorne în antrenamentele pentru din.

După un 2016 cu progrese, părea că echipa și-a găsit ritmul necesar, însă 2017 s-a dovedit a fi din nou un an dificil pentru McLaren. Până la a opta cursă a sezonului, McLaren a suferit opt retrageri, iar în două curse, o mașină nu a luat startul, aceste probleme datorându-se în mare parte problemelor de fiabilitate cu unitatea de putere. Alonso nu a participat la Marele Premiu al Principatului Monaco, deoarece participa la Indianapolis 500. În schimb, Jenson Button a revenit pentru o singură cursă ca înlocuitor. Alonso a adus primele puncte pentru echipă la Marele Premiu al Azerbaidjanului, terminând cursa pe locul nouă. Cel mai bun rezultat pentru McLaren a venit la Marele Premiu al Ungariei, acolo unde Alonso și Vandoorne au terminat pe locul 6, respectiv 10. Mai mult decât atât, Alonso a realizat și cel mai rapid tur al cursei. Până la finalul sezonului, Vandoorne a mai obținut două clasări pe locul 7, iar Alonso trei clasări în puncte, ducând totalul la 30 de puncte și locul 9 în Campionatul Constructorilor, la fel ca în 2015.

### 2018-2022: Încercarea de redresare

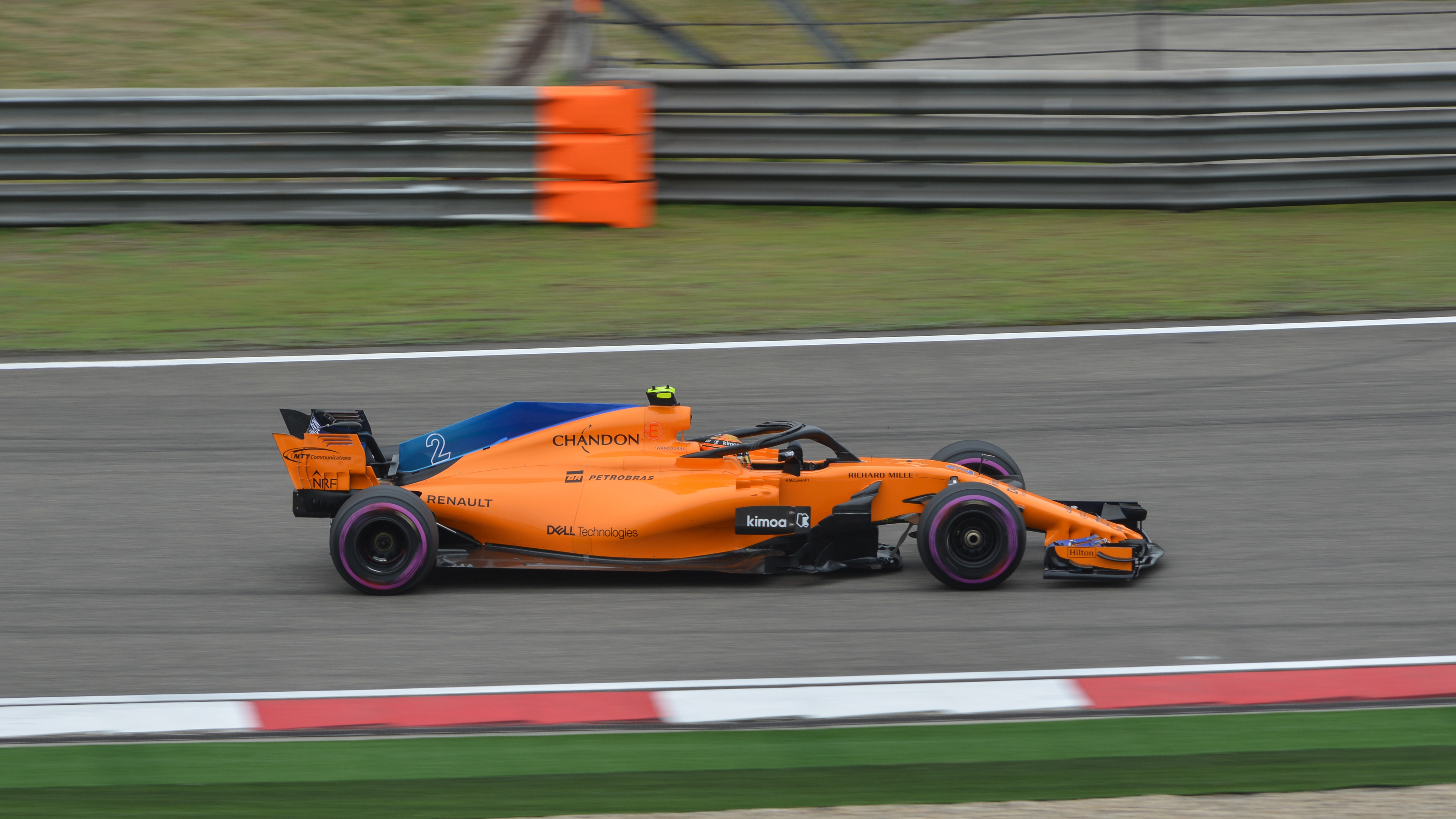
În, McLaren a trecut la motoarele Renault.

McLaren a anunțat în weekendul Marelui Premiu al statului Singapore din 2017 că se va despărți de furnizorul de motoare Honda la sfârșitul sezonului 2017 și că au convenit asupra unui contract de trei ani cu Renault. Șeful echipei, Éric Boullier, a descris performanța lor între 2015 și 2017 drept un „dezastru real” pentru credibilitatea echipei. 2018 a fost primul sezon din istoria McLaren când mașinile lor au fost propulsate de motoare Renault. McLaren a anunțat, de asemenea, că Fernando Alonso și Stoffel Vandoorne vor rămâne cu echipa pentru sezonul 2018. La Marele Premiu al Australiei, Alonso a marcat cel mai bun rezultat al echipei de la Marele Premiu al Principatului Monaco din 2016, obținând locul al cincilea. Alonso a spus că ținta echipei va fi Red Bull Racing. McLaren a avut un început relativ bun de sezon, cu puncte în primele cinci curse, dar în următoarele 16 curse după Spania, McLaren a marcat doar 22 de puncte, cu 8 puncte mai puțin decât în aceeași perioadă din 2017. Pe 14 august 2018, Fernando Alonso a anunțat că nu va concura în Formula 1 în 2019, punând capăt perioadei sale de patru ani la echipă. Carlos Sainz Jr. a fost semnat ca înlocuitor al său într-un contract pe mai mulți ani. La 3 septembrie 2018, a fost anunțat că și Stoffel Vandoorne va părăsi echipa la sfârșitul sezonului, Lando Norris fiind promovat din pilot de rezervă pentru a-l înlocui în 2019. McLaren a avut dificultăți cu performanța pe tot parcursul sezonului, piloții McLaren fiind eliminați de 21 de ori în prima sesiune de calificări, iar McLaren având a doua cea mai proastă medie de calificare a oricărei echipe, doar înaintea Williams. Echipa a încheiat sezonul dezamăgitor pe locul 6 cu 62 de puncte, la 357 de puncte în spatele țintei lor, Red Bull Racing, cu același motor.

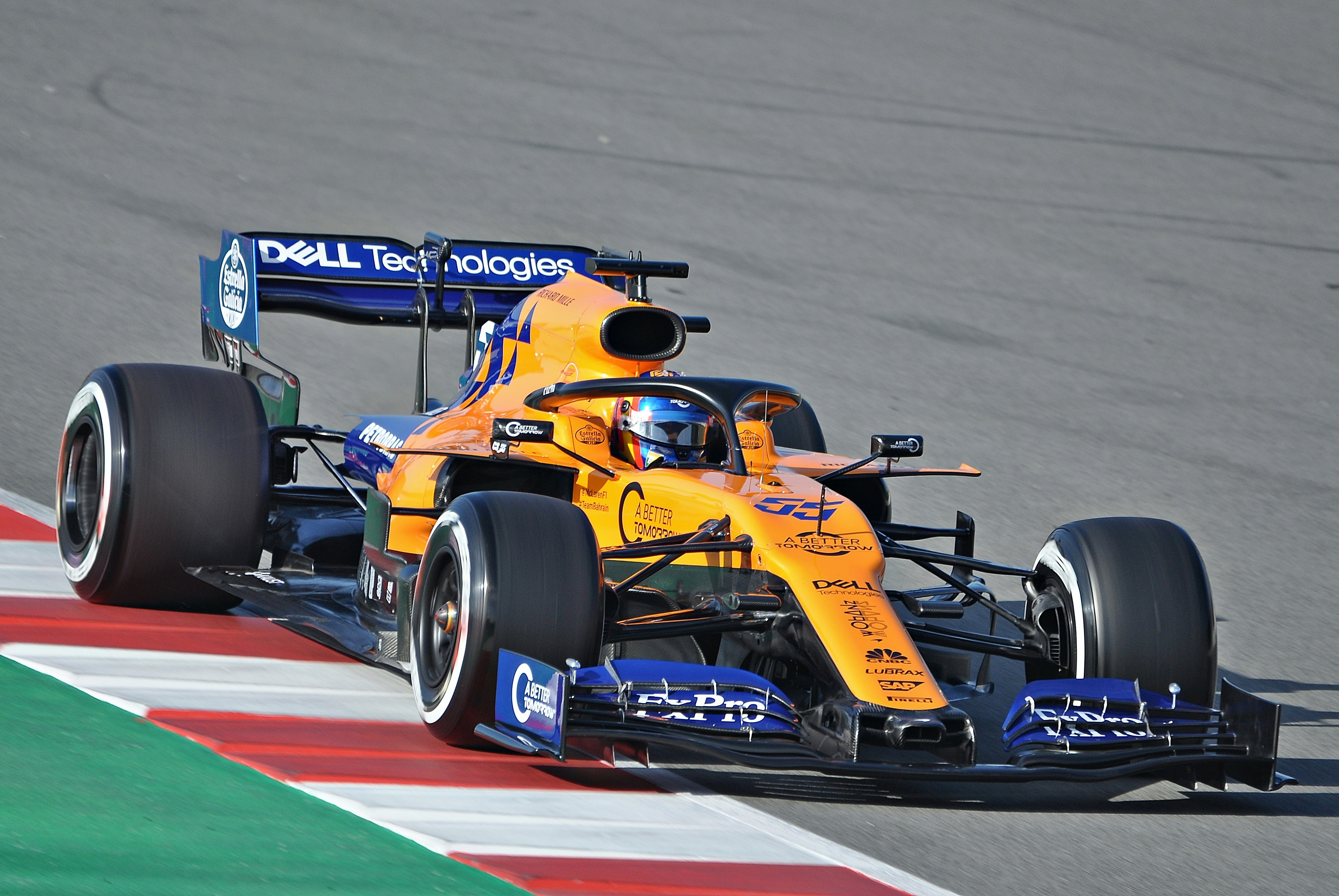
Carlos Sainz Jr. conducând monopostul MCL34 pe Circuitul Catalunya, în timpul testelor de presezon din.

Sezonul 2019 a fost mult mai pozitiv pentru McLaren, echipa stabilindu-se categoric drept cel mai bun constructor în spatele Mercedes, Ferrari și Red Bull. La Marele Premiu al Braziliei, Sainz a înregistrat primul podium al echipei de la Marele Premiu al Australiei din 2014, terminând cursa pe locul patru, dar ulterior a fost promovat pe locul trei după ce Lewis Hamilton a primit o penalizare după cursă, ceea ce a înseamnat că echipa a ratat ceremonia oficială a podiumului. McLaren a încheiat sezonul pe locul 4 cu 145 de puncte, cel mai bun rezultat din 2014 încoace, și cu 54 de puncte peste cel mai apropiat concurent, Renault.
McLaren i-a păstrat pe aceiași Norris și Sainz pentru 2020. Sezonul a fost afectat semnificativ de pandemia de COVID-19. Calendarul a fost scurtat la 17 curse, iar cursa de deschidere sezonului a avut loc în Austria, abia în iulie. În acea cursă, Norris a obținut primul său podium din carieră, terminând pe locul al treilea. Sainz a obținut și el al doilea podium al echipei în 2020 la Marele Premiu al Italiei, unde a terminat pe locul al doilea. Echipa a terminat sezonul 2020 pe locul al treilea în campionatul constructorilor cu 202 puncte. Sainz a terminat campionatul piloților pe locul șase cu 105 de puncte și Norris pe locul nouă cu 97 de puncte.

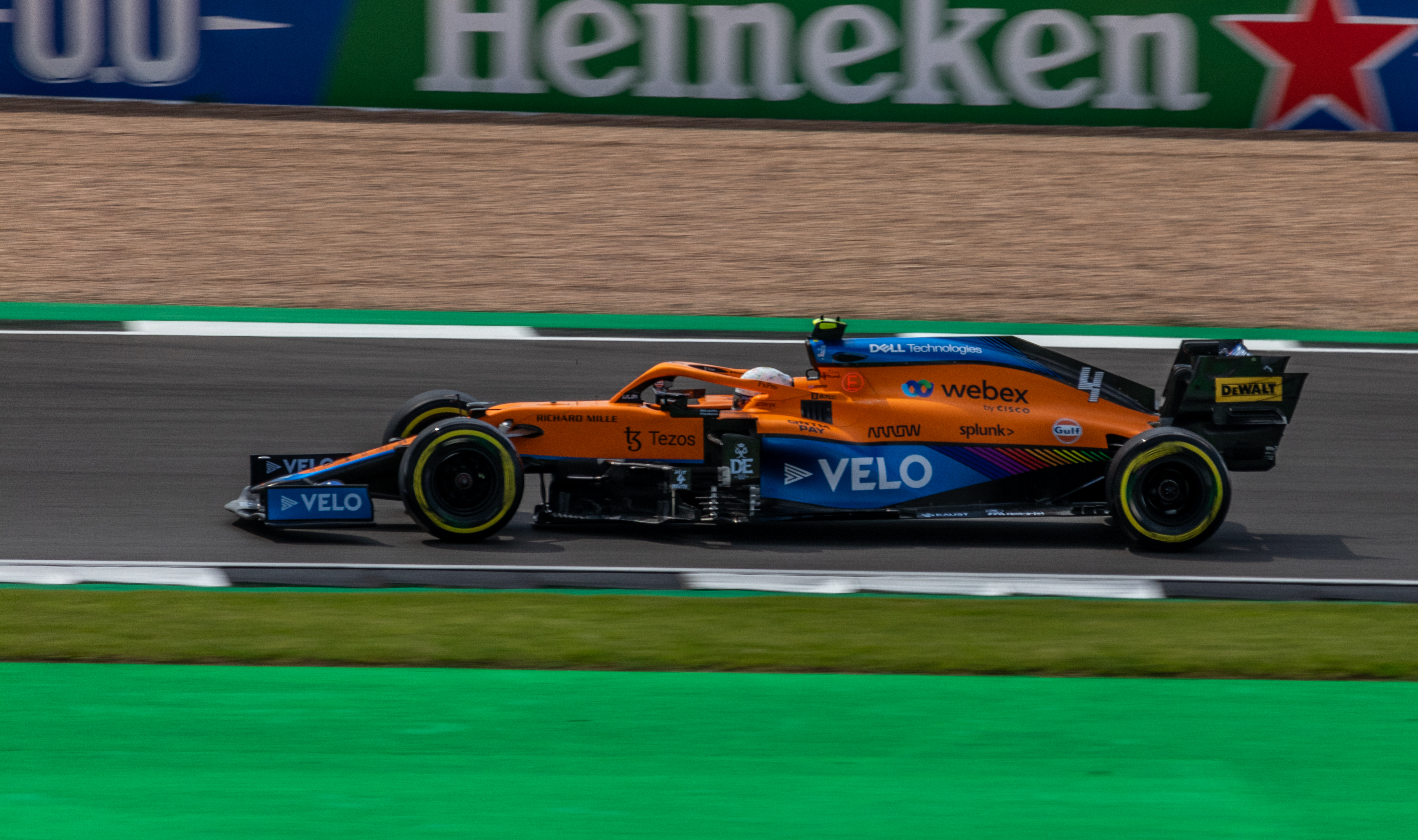
Lando Norris în din.

În martie 2020, McLaren a anunțat că vor reveni la motoarele Mercedes-Benz pentru 2021. McLaren a colaborat anterior cu Mercedes din 1995 până în 2014. Daniel Ricciardo s-a mutat de la Renault pentru a fi coechipierul lui Lando Norris în Campionatul Mondial de Formula 1 din 2021, pe baza unei înțelegeri pe mai mulți ani. Ricciardo l-a înlocuit pe Carlos Sainz Jr., care s-a mutat la Scuderia Ferrari. În primele nouă curse ale sezonului, echipa a obținut trei podiumuri cu motorul Mercedes, în Italia, Monaco și Austria, toate prin prisma lui Norris. La Marele Premiu al Italiei din 2021, Ricciardo a obținut prima sa victorie de la Marele Premiu al Principatului Monaco din 2018 încoace, și prima victorie a lui McLaren de la Marele Premiu al Braziliei din 2012. O clasare pe locul doi pentru Norris a însemnat, de asemenea, că McLaren a obținut prima sa finalizare unu-doi de la Marele Premiu al Canadei din 2010. Norris și-a asigurat primul pole-position al echipei în era hibridă la Marele Premiu al Rusiei din 2021, dar nu a reușit să îl transforme într-o victorie, terminând pe locul 7 din cauza schimbării drastice a condițiilor meteo și a strategiei echipei în ultimele două tururi ale cursei. O scădere ulterioară a formei în ultima parte a sezonului a făcut ca McLaren să ajungă pe locul patru în Campionatul Constructorilor, în spatele Scuderiei Ferrari.

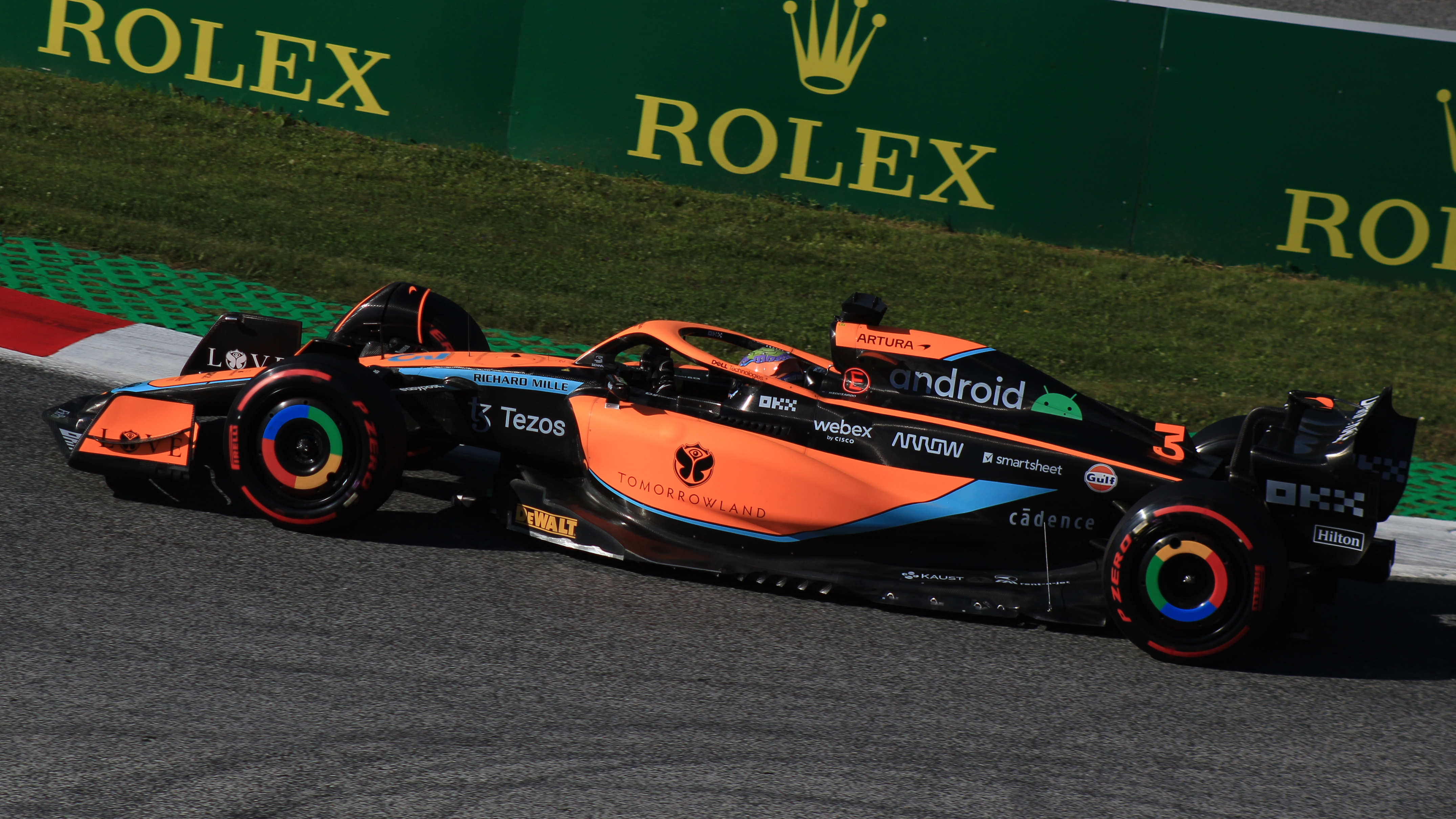
Daniel Ricciardo în din.

Pentru sezonul 2022, McLaren i-a păstrat pe Norris și Ricciardo. Ambii piloți au avut dificultăți în prima cursă din Bahrain, niciunul dintre piloți neajungând în Q3 – pentru prima dată de la Marele Premiu al Turciei din 2020 – și au terminat pe locurile 14 și 15 în cursă. Norris a ajuns pe locul al treilea la Marele Premiu al Emiliei-Romagna. După ce Norris a ratat prima zi pe pistă în weekendul Marelui Premiu de la São Paulo, McLaren a suferit prima lor după retragere de la Monaco 2017, deoarece Norris a avut o defecțiune electrică, iar Ricciardo a fost implicat într-o coliziune cu Haas-ul lui Kevin Magnussen. În comparație cu coechipierul său, Ricciardo nu a avut același succes și mulți au criticat performanța sa, unii sugerând că McLaren va renunța la el. Acest lucru l-a forțat pe Ricciardo să lanseze o declarație pe Instagram, confirmând că va rămâne până în 2023. În august 2022, contractul lui Riccardo pentru 2023 a fost reziliat de comun acord. McLaren a încheiat sezonul pe locul cinci în campionatul constructorilor, în spatele lui Alpine.

### 2023-prezent: McLaren din nou în top
După plecarea lui Ricciardo de la sfârșitul sezonului 2022, McLaren l-a cooptat pe debutantul Oscar Piastri, după ce o dispută de contract a acestuia cu Alpine F1 Team a fost rezolvată în favoarea McLaren de către Consiliul de Recunoaștere a Contractelor FIA. La fel ca în 2022, McLaren a avut un început dezastruos de sezon, echipa nereușind adesea să se califice în Q3. Dacă în primele opt curse Norris și Piastri au adunat doar 17 puncte, McLaren a reușit un salt impresionant la Marele Premiu al Austriei din 2023, unde Norris s-a calificat pe locul 4 și a terminat cursa pe aceeași poziție. Odată cu această performanță, echipa a devenit una dintre pretendentele constante la podium. În ultimele 13 curse ale anului, Norris a acumulat 7 podiumuri, în timp ce debutantul Piastri a obținut două podiumuri. La Marele Premiu al Japoniei, echipa a obținut primul dublu-podium pentru prima dată de la Marele Premiu al Italiei din 2021, iar în următorul weekend de Mare Premiu, cel din Qatar, Piastri a reușit să câștige cursa sprint de sâmbătă. În cursa de duminică, McLaren s-a clasat din nou pe podium cu ambii piloți, fiind astfel pentru prima dată din 2010 încoace când echipa reușește podiumuri-duble consecutive, după cele obținute în Marele Premiu al Canadei din 2010 și Marele Premiu al Europei din 2010. Ca urmare a acestor performanțe, McLaren a încheiat sezonul pe locul 4 în Campionatul Constructorilor, ajungând-o și depășind-o pe Aston Martin cu 22 de puncte, după ce aceasta se afla la un moment dat la 158 de puncte diferență.

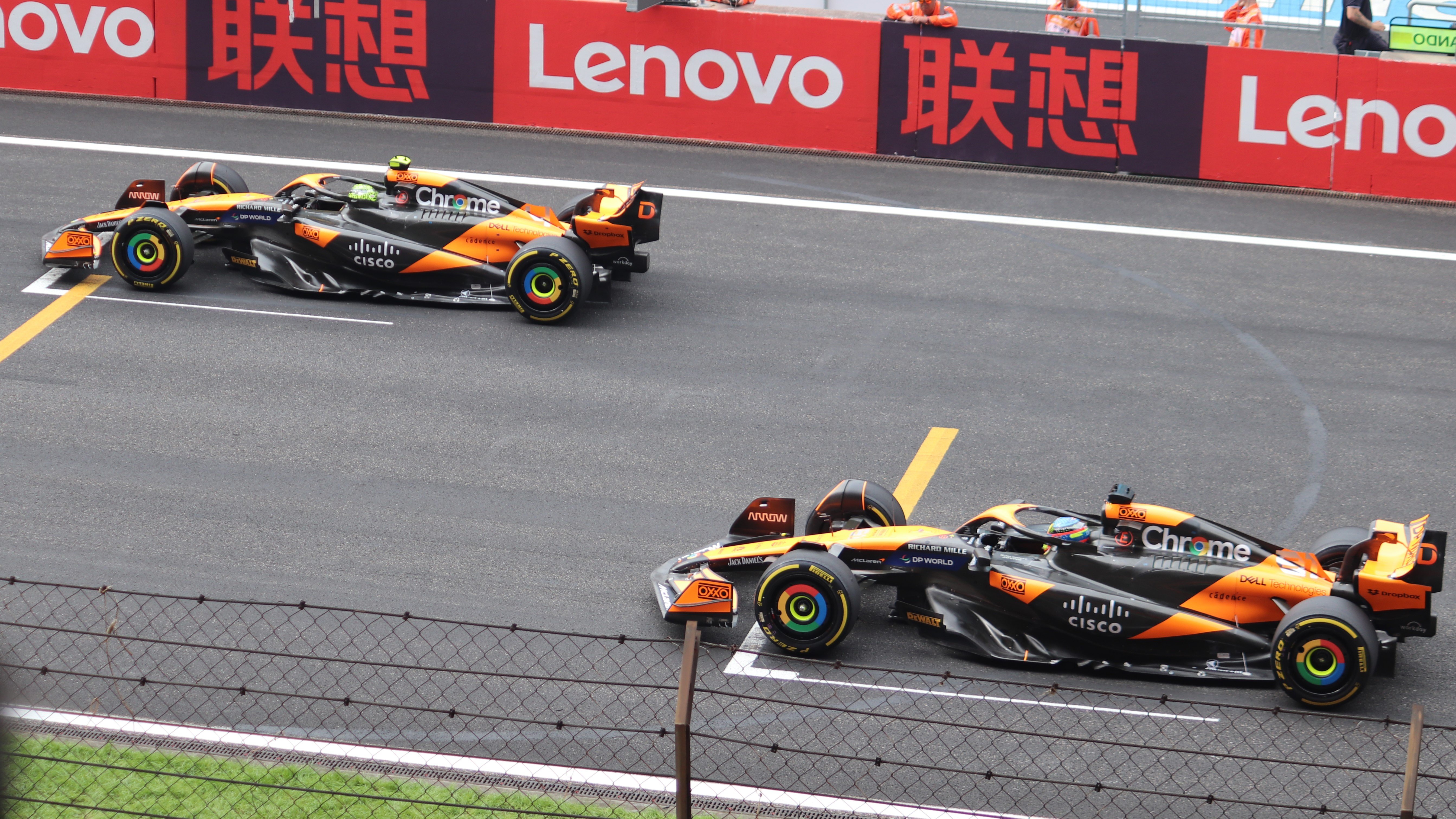
Norris și Piastri pe grila Marelui Premiu al Chinei din 2024.

MCL38, mașina echipei pentru sezonul 2024, a fost introdusă pentru prima dată la Marele Premiu al Bahrainului și a obținut primul podium cu Norris la Marele Premiu al Australiei; până în acest moment, MCL38 s-a dovedit a fi a treia cea mai rapidă mașină la general, după SF-24 a lui Ferrari. SF-24 a avut o gestionare superioară a pneurilor, dar MCL38 a excelat în calificări. McLaren a dezvăluit un pachet substanțial de actualizări care a fost utilizat pentru Marele Premiu de la Miami. Succesul actualizărilor a fost confirmat după ce Norris a preluat conducerea de la Verstappen și a câștigat cursa, marcând prima sa victorie în cariera de Formula 1. McLaren se aștepta ca actualizările să îmbunătățească performanța mașinii în toate aspectele, dar au avut mult mai mult succes decât se aștepta, până la punctul în care echipa a trebuit să le investigheze.
MCL38 a dat dovadă de stabilitate după victoria de la Miami, oricare dintre piloți fiind o prezență constantă pe podium; până la Marele Premiu al Marii Britanii, mașina s-a impus ca fiind cea mai rapidă de pe grilă. Printre succese este inclusă o clasare 1-2 la Marele Premiu al Ungariei, primul pentru McLaren de la Marele Premiu al Italiei din 2021. O actualizare introdusă la mijlocul sezonului pentru Marele Premiu al Țărilor de Jos a îmbunătățit și mai mult performanța, Norris câștigând cu peste 27 de secunde în fața lui Verstappen. Triumful lui Piastri la Marele Premiu al Azerbaidjanului a dus McLaren pe primul loc în Campionatul Mondial al Constructorilor. Aceasta a fost prima dată din 2014 când McLaren a condus Campionatul Mondial. McLaren și-a asigurat titlu la Abu Dhabi, cu Lando Norris terminând pe primul loc pentru a aduce McLaren primul lor titlu de la succesul din 1998.

## Palmares în Formula 1
| Sezon | Piloți (curse) | Șasiu                                            | Motor                                           | Puncte | Loc          |
| ----- | --- | ------------------------------------------------ | ----------------------------------------------- | ------ | ------------ |
| 2024  | Lando Norris (toate) Oscar Piastri (toate) | MCL38                                            | Mercedes-AMG F1 M15                             | 666    | 1            |
| 2023  | Lando Norris (toate) Oscar Piastri (toate) | MCL60                                            | Mercedes-AMG F1 M14                             | 302    | 4            |
| 2022  | Daniel Ricciardo (toate) Lando Norris (toate) | MCL36                                            | Mercedes-AMG F1 M13                             | 159    | 5            |
| 2021  | Daniel Ricciardo (toate) Lando Norris (toate) | MCL35M                                           | Mercedes-AMG F1 M12 E Performance 1.6 V6 t      | 275    | 4            |
| 2020  | Carlos Sainz Jr. (toate) Lando Norris (toate) | MCL35                                            | Renault E-Tech 20                               | 202    | 3            |
| 2019  | Carlos Sainz Jr. (toate) Lando Norris (toate) | MCL34                                            | Renault E-Tech 19                               | 145    | 4            |
| 2018  | Stoffel Vandoorne (toate) Fernando Alonso (toate) | MCL33                                            | Renault R.E.18                                  | 62     | 6            |
| 2017  | Stoffel Vandoorne (toate) Fernando Alonso (1-5, 7-20) Jenson Button (6) | MCL32                                            | Honda RA617H                                    | 30     | 9            |
| 2016  | Fernando Alonso (1, 3-21) Jenson Button (toate) Stoffel Vandoorne (2) | MP4-31                                           | Honda RA616H                                    | 27     | 9            |
| 2015  | Kevin Magnussen (1) Jenson Button (toate) Fernando Alonso (2-19) | MP4-30                                           | Honda RA615H                                    | 27     | 9            |
| 2014  | Kevin Magnussen Jenson Button (toate) | MP4-29                                           | Mercedes PU106A Hybrid                          | 181    | 5            |
| 2013  | Jenson Button (toate) Sergio Pérez (toate) | MP4-28                                           | Mercedes FO 108F                                | 122    | 5            |
| 2012  | Lewis Hamilton (toate) Jenson Button (toate) | MP4-27                                           | Mercedes FO 108Z                                | 378    | 3            |
| 2011  | Lewis Hamilton (toate) Jenson Button (toate) | MP4-26                                           | Mercedes FO 108Y                                | 497    | 2            |
| 2010  | Lewis Hamilton (19 curse) Jenson Button (19 curse) | McLaren MP4-25                                   | Mercedes FO 108X                                | 454    | 2            |
| 2009  | Lewis Hamilton (17 curse) Heikki Kovalainen (17 curse) | McLaren MP4-24                                   | Mercedes FO 108W                                | 71     | 3            |
| 2008  | Lewis Hamilton (18 curse) Heikki Kovalainen (18 curse) | McLaren MP4-23                                   | Mercedes-Benz                                   | 151    | 2            |
| 2007  | Fernando Alonso (17 curse) Lewis Hamilton (17 curse) | McLaren MP4-22                                   | Mercedes-Benz FO 108T                           | 0      | 11 (Exclusă) |
| 2006  | Kimi Räikkönen (18 curse) Juan Pablo Montoya (10 curse) Pedro de la Rosa (8 curse) | McLaren MP4-21                                   | Mercedes-Benz FO 108S V8                        | 110    | 3            |
| 2005  | Kimi Räikkönen (19 curse) Juan Pablo Montoya (17 curse) Pedro de la Rosa (1 cursă) Alexander Wurz (1 cursă) | McLaren MP4-20                                   | Mercedes-Benz FO V10                            | 182    | 2            |
| 2004  | Kimi Räikkönen (18 curse) David Coulthard (18 curse) | McLaren MP4/19                                   | Mercedes-Benz FO V10                            | 69     | 5            |
| 2003  | Kimi Räikkönen (16 curse) David Coulthard (16 curse) | McLaren MP4/17D                                  | Mercedes-Benz F0110 V10                         | 142    | 3            |
| 2002  | David Coulthard (17 curse) Kimi Räikkönen (17 curse) | McLaren MP4/16                                   | Mercedes-Benz F0110M V10                        | 65     | 3            |
| 2001  | David Coulthard (17 curse) Mika Hakkinen (17 curse) | McLaren MP4/15                                   | Mercedes-Benz F0110K V10                        | 102    | 2            |
| 2000  | Mika Hakkinen (17 curse) David Coulthard (17 curse) | McLaren MP4/15                                   | Mercedes-Benz F0110J V10                        | 152    | 2            |
| 1999  | Mika Hakkinen (16 curse) David Coulthard (16 curse) | McLaren MP4/14                                   | Mercedes-Benz 3.0 V10                           | 124    | 2            |
| 1998  | Mika Hakkinen (16 curse) David Coulthard (16 curse) | McLaren MP4/13                                   | Mercedes-Benz 3.0 V10                           | 156    | 1            |
| 1997  | David Coulthard (17 curse) Mika Hakkinen (17 curse) | McLaren MP4/12                                   | Mercedes-Benz 3.0 V10                           | 63     | 4            |
| 1996  | David Coulthard (16 curse) Mika Hakkinen (16 curse) | McLaren MP4/11                                   | Mercedes-Benz 3.0 V10                           | 68     | 4            |
| 1995  | Mika Hakkinen (15 curse) Mark Blundell (15 curse) Nigel Mansell (2 curse) Jan Magnussen (1 cursă) | McLaren MP4/10                                   | Mercedes-Benz 3.0 V10                           | 30     | 4            |
| 1994  | Mika Hakkinen (15 curse) Martin Brundle (16 curse) Philippe Alliot (1 cursă) | McLaren MP4/9                                    | Peugeot 3.5 V10                                 | 42     | 4            |
| 1993  | Ayrton Senna (16 curse) Michael Andretti (13 curse) Mika Hakkinen (3 curse) | McLaren MP4/8                                    | Ford HB 3.5 V8                                  | 84     | 2            |
| 1992  | Ayrton Senna (16 curse) Gerhard Berger (16 curse) | McLaren MP4/7                                    | Honda 3.5 V12                                   | 99     | 2            |
| 1991  | Ayrton Senna (16 curse) Gerhard Berger (16 curse) | McLaren MP4/6                                    | Honda 3.5 V12                                   | 139    | 1            |
| 1990  | Ayrton Senna (16 curse) Gerhard Berger (16 curse) | McLaren MP4/5B                                   | Honda 3.5 V10                                   | 121    | 1            |
| 1989  | Alain Prost (16 curse) Ayrton Senna (16 curse) | McLaren MP4/5B                                   | Honda 3.5 V10                                   | 141    | 1            |
| 1988  | Ayrton Senna (16 curse) Alain Prost (16 curse) | McLaren MP4/4                                    | Honda 1.5 V6 Turbo                              | 199    | 1            |
| 1987  | Alain Prost (16 curse) Stefan Johansson (16 curse) | McLaren MP4/3                                    | TAG Porsche 1.5 V6 Turbo                        | 76     | 2            |
| 1986  | Alain Prost (16 curse) Keke Rosberg (16 curse) | McLaren MP4/2C                                   | TAG Porsche 1.5 V6 Turbo                        | 96     | 2            |
| 1985  | Alain Prost (16 curse) Niki Lauda (15 curse) John Watson (1 cursă) | McLaren MP4/2B                                   | TAG Porsche 1.5 V6 Turbo                        | 90     | 1            |
| 1984  | Niki Lauda (16 curse) Alain Prost (16 curse) | McLaren MP4/2                                    | TAG Porsche 1.5 V6 Turbo                        | 143    | 1            |
| 1983  | John Watson (14 curse) Niki Lauda (14 curse) | McLaren MP4/1C                                   | Ford Cosworth DFV 3.0 V8                        | 34     | 5            |
| 1982  | John Watson (15 curse) Niki Lauda (15 curse) | McLaren MP4/1B                                   | Ford Cosworth DFV 3.0 V8                        | 69     | 2            |
| 1981  | John Watson (15 curse) Andrea de Cesaris (14 curse) | McLaren M29C                                     | Ford Cosworth DFV 3.0 V8                        | 28     | 6            |
| 1980  | John Watson (13 curse) Alain Prost (12 curse) | McLaren M29B                                     | Ford Cosworth DFV 3.0 V8                        | 11     | 8            |
| 1979  | John Watson (15 curse) Patrick Tambay (13 curse) | McLaren M28                                      | Ford Cosworth DFV 3.0 V8                        | 15     | 7            |
| 1978  | James Hunt (16 curse) Patrick Tambay (15 curse) Bruno Giacomelli (5 curse) Piloți Privați Brett Lunger (9 curse) Nelson Piquet (3 curse) Emilio de Villota (1 cursă) Tony Trimmer (1 cursă)                                                          | McLaren M26 McLaren M23                          | Ford Cosworth DFV 3.0 V8                        | 16     | 8            |
| 1977  | James Hunt (17 curse) Jochen Mass (17 curse) Gilles Villeneuve (1 cursă) Bruno Giacomelli (1 cursă) Piloți Privați Brett Lunger (9 curse) Emilio de Villota (7 curse)                                                                                | McLaren M23                                      | Ford Cosworth DFV 3.0 V8                        | 65     | 3            |
| 1976  | James Hunt (16 curse) Jochen Mass (16 curse) | McLaren M23                                      | Ford Cosworth DFV 3.0 V8                        | 87     | 2            |
| 1975  | Emerson Fittipaldi (14 curse) Jochen Mass (14 curse) Dave Charlton (1 cursă) | McLaren M23                                      | Ford Cosworth DFV 3.0 V8                        | 65     | 3            |
| 1974  | Emerson Fittipaldi (15 curse) Denny Hulme (15 curse) Mike Hailwood (11 curse) David Hobbs (2 curse) Jochen Mass (2 curse) Pilot Privat Dave Charlton (1 cursă)                                                                                       | McLaren M23                                      | Ford Cosworth DFV 3.0 V8                        | 73     | 1            |
| 1973  | Peter Revson (14 curse) Denny Hulme (15 curse) Jody Scheckter (5 curse) Jacky Ickx (1 cursă) | McLaren M23                                      | Ford Cosworth DFV 3.0 V8                        | 68     | 3            |
| 1972  | Denny Hulme (12 curse) Peter Revson (19 curse) Brian Redman (3 curse) Jody Scheckter (1 cursă) | McLaren M19A                                     | Ford Cosworth DFV 3.0 V8                        | 64     | 3            |
| 1971  | Denny Hulme (10 curse) Peter Gethin (7 curse) Jackie Oliver (3 curse) Piloți Privați Jo Bonnier (4 curse) Mark Donohue (1 cursă) David Hobbs (1 cursă)                                                                                               | McLaren M19A McLaren M14A McLaren M7C            | Ford Cosworth DFV 3.0 V8                        | 13     | 6            |
| 1970  | Denny Hulme (11 curse) Andrea de Adamich (6 curse) Peter Gethin (7 curse) Bruce McLaren (3 curse) Dan Gurney (3 curse) Nanni Galli (1 cursă) Piloți Privați John Surtess (4 curse) Jo Bonnier (1 cursă) Mark Donohue (1 cursă) David Hobbs (1 cursă) | McLaren M7D McLaren M14D McLaren M7C McLaren 14A | Ford Cosworth DFV 3.0 V8 Alfa Romeo 3.0 V8      | 36     | 5            |
| 1969  | Bruce McLaren (11 curse) Denny Hulme (11 curse) Vic Elford (4 curse) Derek Bell (1 cursă) Basil van Rooyen (1 cursă) | McLaren M9A McLaren M7C                          | Ford Cosworth DFV 3.0 V8                        | 64     | 3            |
| 1968  | Denny Hulme (12 curse) Bruce McLaren (11 curse) Piloți Privați Jo Bonnier (6 curse) Dan Gurney (3 curse) | McLaren M5A McLaren M7A                          | Ford Cosworth DFV 3.0 V8 BRM 3.0 V12            | 49     | 2            |
| 1967  | Bruce McLaren (6 curse) | McLaren M5A                                      | BRM 3.0 V12                                     | 3      | 8            |
| 1966  | Bruce McLaren (4 curse) | McLaren M2B                                      | BRM 3.0 V12 Serenissima 3.0 V8 Ford Indy 3.0 V8 | 2      | 9            |

Piloții scriși cu caractere aldine au câștigat titlul mondial în acel an.

## Articole recomandate
- Bruce McLaren
- McLaren Automotive